# 緊急自動車
緊急自動車（きんきゅうじどうしゃ）は、消防用や救急用・警察用などの、緊急用務に使用する自動車や自動二輪車などを指す。ちなみに、法令に基づき緊急用務に使用するべく対応するための特別な走行（警光灯およびサイレンなどを用いる）は、「緊急走行」という。
なお、本稿では日本の道路交通法（以下、法という）および道路交通法施行令（以下、政令という）における、「緊急自動車」について述べる。

## 法令による規定

### 法第39条第1項
緊急自動車を「消防用自動車、救急用自動車その他の政令で定める自動車で、当該緊急用務のため、政令で定めるところにより、運転中のものをいう。」と規定しており、詳しくは道路交通法施行令に規定されている。

### 政令第13条第1項
以上の緊急自動車は、基本的にサイレンおよび赤色の警光灯を装備している。なお、指定対象となるのは、一定の警察車両、消防車や救急車など、住民の暮らしや生命財産、社会の安全・治安の確保などに供する目的に使用される車両である。主な具体例として、公的機関では、消防車および救急車（自動二輪車を含む）、警察庁ならびに皇宮警察および都道府県警察の捜査・取締り・警護用車両（自動二輪車を含む）、自衛隊の警務隊車両、道路管理者（国・都道府県・市町村および高速道路株式会社など）の公共応急作業車および道路管理車両、水道事業者の給水車がある。
- 民間機関では、総合病院などに配置されているドクターカーまたは救急車、電力会社やガス会社、鉄道会社、JAFをはじめとする事故車両を移動運搬するためのレッカー車、電気通信事業者[3]などの応急復旧作業車、赤十字血液センターや公益財団法人献血供給事業団などの血液製剤運搬車[4]なども緊急自動車の指定を受けている[5]。

特別司法警察職員やこれに準ずる職務を行う者が乗務する車両であっても、海上保安官、労働基準監督官、公安調査官、国税査察官や税務調査官、税関職員などが公務で使用する車両は緊急自動車の指定対象ではない。また警備会社の巡回車両や現金・貴重品輸送車なども当然ながら指定対象ではない。
- 海上保安庁は主な活動範囲が海上であるため、保有車両を緊急自動車として登録することができず（上記、政令第13条第1項でも対象になっていない）、海の水難事故で海上保安署が自動車で救助へ向かう際に緊急走行ができず警察のパトロールカーや白バイの先導を受ける必要があり、対応が遅れた事例が指摘されている[6][7]。このため海上保安庁の車両も緊急自動車として走行できるようにするべきであるとの主張がある[6]。船舶の航行に制限速度・法定速度・“緊急時水路優先”の規定はない。奄美大島・喜界島では奄美海上保安部と大島地区消防組合消防本部が相互に連携し、緊急自動車に海上保安庁職員が同乗しての水難救助を行っている[7]。

### 道路運送車両の保安基準の細目を定める告示（平成14年国土交通省告示第619号）75条1項3号
- 緊急自動車の車体の塗色は、消防自動車にあっては朱色とし、その他の緊急自動車にあっては白色とする。ただし、警察自動車、検察庁において犯罪捜査のために使用する自動車又は防衛省用自動車であって緊急の出動の用に供するもの、刑務所その他の矯正施設において緊急警備のため使用する自動車、入国者収容所又は地方出入国在留管理官署において容疑者の収容又は被収容者の警備のため使用する自動車、救急自動車のうち重度の傷病者でその居宅において療養しているものについていつでも必要な往診をすることができる体制を確保している医療機関が当該傷病者について必要な緊急の往診を行う医師を当該傷病者の居宅にまで輸送するために使用する自動車、公共用応急作業自動車、海上保安庁用自動車であって緊急自動車として取り扱われる自動車及び不法に開設された無線局の探査のため総務省において使用する自動車にあっては、この限りでない。[注 8]

以上のことから、「海上保安庁用自動車であって緊急自動車として取り扱われる自動車」を、緊急自動車の車体の塗色の原則である白色、消防自動車は朱色の除外対象と規定されていることから、道路交通法施行令13条1項に規定されれば、海上保安庁車両の緊急自動車指定に対する課題は一歩前進するものと思われる。

### 緊急自動車の指定申請および車両登録・その後の運用条件
- 指定を受けようとする場合は、公安委員会に申請する。国土交通省運輸支局への登録には、事前審査で申請が受理されたことを示す書面が必要となる。登録手続が完了すると、自動車検査証の写しを公安委員会に提出し、公安委員会から指定されると緊急自動車指定書や府県により緊急自動車指定証なども交付される。指定書は常に該当車両に備え付ける事が義務付けられ、備え付けていなければ効力はない。
- 届出（特定の消防用、救急用）の場合も同様で、都道府県公安委員会に届出を行い、受理を示す書面により登録手続をした後、自動車検査証の写しを提出して緊急自動車届出確認書の交付を受け、該当車両に備え付ける。

### 緊急自動車に交付されるナンバープレートの種別について
指定を受ける自動車の多くは特種用途車両の要件を満たしており、8ナンバーを交付される。ただし8ナンバーが交付された車両は特殊用途自動車であり、そのすべてが緊急自動車ではない。その例としてキャンピングカーや活魚運搬車、霊柩車などがある。また現在いわゆる覆面パトカーは、警光灯が格納式や着脱式となっているため特種用途自動車（警察車）の要件を満たさず、3ナンバー・5ナンバーの車両がほとんどとなっている。医師派遣用のドクターカーも3ナンバー・5ナンバーのものがある。消防用の緊急自動車のうち大型特殊自動車に分類されるものは9ナンバーとなる。

### 政令13条2項
道路交通法施行令13条2項は次のような車両も緊急自動車とすると規定している。
この道路交通法施行令13条2項で「緊急自動車である警察用自動車に誘導されている自動車」および「緊急自動車である自衛隊用自動車に誘導されている自衛隊用自動車」が緊急自動車とみなされることから、例えば傷病者を速やかに病院に搬送しなければならないが救急車の到着を待てない切迫した状況において、傷病者を乗せた自家用自動車が緊急走行する警察用自動車の誘導を受けて病院へ向かう場合などは緊急自動車とみなされる。

## 緊急自動車の装備

### 政令14条
道路交通法施行令13条1項に規定する緊急自動車は、緊急の用務のため運転するときは、道路運送車両法第3章（自衛隊用自動車については自衛隊法114条2項の規定による防衛大臣の定め）及びこれに基づく命令の規定により設けられるサイレンを鳴らし、かつ、赤色の警光灯をつけなければならない。警察用自動車がスピード違反をする車両又は路面電車を取り締まる場合において、特に必要があると認めるときは、サイレンを鳴らさなくともよい（道路交通法施行令14条）。
道路交通法施行令14条は「前条第一項に規定する自動車は、」としており、緊急自動車である警察用自動車に誘導されている自動車（道路交通法施行令13条2項）はこの条文が適用されない。

### 道路運送車両の保安基準の細目を定める告示231条
道路交通法施行令13条1項に規定する緊急自動車は、緊急の用務のため運転するときは、原則として、道路運送車両法第3章及びこれに基づく命令の規定等により設けられるサイレンを鳴らし、かつ、赤色の警光灯をつけなければならないとされている（道路交通法施行令14条）。この基準は道路運送車両の保安基準の細目を定める告示231条で定められている。
- 警光灯 - 前方300メートルの距離から点灯を確認できる赤色のもの
- サイレンの音の大きさ - 前方20メートルの位置において90デシベル以上120デシベル以下であること（後略）（道路運送車両の保安基準の細目を定める告示231条2号）。
- 車体の塗色 - 消防自動車は朱色とし、その他の緊急自動車は白色。ただし、例外規定により、この制約を受けない緊急自動車も数多く存在する。

### 消防用車両
消防用車両とは「消防用自動車以外の消防の用に供する車両で、消防用務のため、政令で定めるところにより、運転中のもの」をいう（道路交通法41条の2）。緊急用務に運用可能な消防用自動車以外の車両が該当する。具体的には消防用の原動機付自転車、自転車、リヤカーなどの軽車両、被牽引車、トロリーバスなどが挙げられる。
一部地域で、消防団が使用する可搬消防ポンプを積載したリヤカーに手回しサイレンを搭載したものが存在する。基本的に緊急走行中の取り扱いは緊急自動車と同様であるが、自動車では無いことから、一般車両の避譲方法が異なり、適用除外となる項目が異なる。

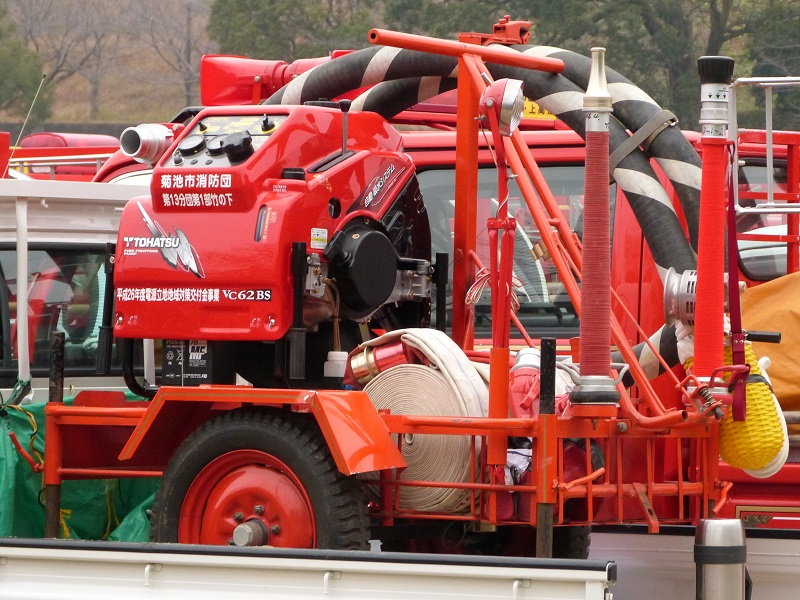
可搬消防ポンプとリヤカーを軽トラックの荷台に搭載したところ。
（菊池市消防団）

消防用車両が消防用務のため運転するときは、サイレンまたは鐘を鳴らし、かつ、夜間等には、50メートルの距離から確認できる光度を有する赤色の燈火をつけなければならない。

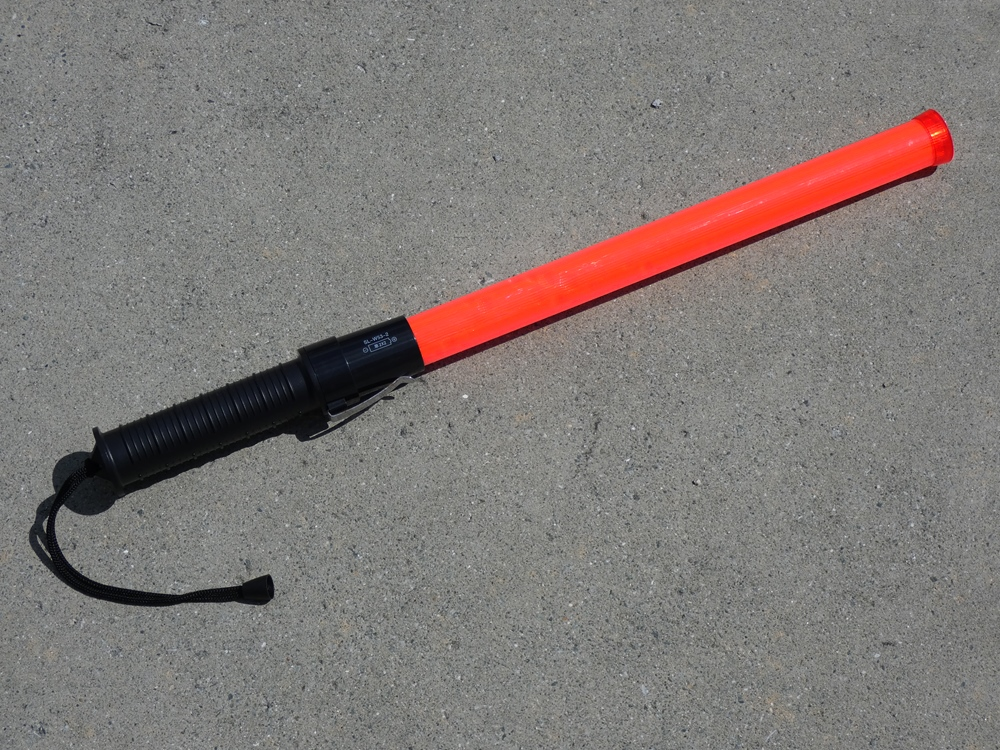
交通誘導棒

昼間はサイレンや半鐘を鳴らしていれば警光灯は不要な点、また燈火は赤色の不動灯で良い、という点で異なる。

## 免許要件
緊急用務のための運転を行なうには、自動二輪車の場合は、大型自動二輪車免許・普通自動二輪車免許のいずれかを受けていた期間が通算して2年以上、四輪自動車の場合は、大型自動車免許・中型自動車免許（8t限定含む）・準中型自動車免許（5t限定含む）・普通自動車免許・大型特殊自動車免許のいずれかを受けていた期間が通算して3年以上（普通自動車の緊急自動車は2年以上）必要である。
経歴が満たない場合は、公安委員会が行う緊急自動車運転資格者審査（筆記試験などは特に無く、障害物間の通過や周回コースの走行、Uターンなど簡単な実技テストを実施）を受け、合格した者に限られる（道路交通法第85条第5 - 7項、道路交通法施行令第32条の2 - 第32条の4）。
条件を満たさない場合は「大型自動車等無資格運転」（付加点数12点）となり、運転免許証停止等の行政処分を受ける。
警察は“青免”と俗称される部内資格を要し、消防も同様の部内資格が必要となる。機関員が担当する。
消防団の消防車や民間病院の救急車などの多くは、運転免許取得から2 - 3年程度が経過しているか、または、公安委員会が行う、上記の運転資格者審査に合格していれば特別に資格などは求めない、と扱う例も見られる。
自動車運転の初心者に対して通常走行ではなく緊急走行をするよう指示する組織は基本的には無いはずなので、運転に慣れるまで一定の勤務年数が必要な場合もある。
企業では大型自動車免許、第二種免許取得や、法律に基づかない独自の認定制度を設けて、学科試験や緊急車両の運転技能試験を実施するなど、独自の社内資格を設ける企業もある。茨城県ひたちなか市の自動車安全運転センター「安全運転中央研修所」で技能講習が行われている。
警察・消防以外で緊急車両を保有する電力・ガス・水道・電信電話・鉄道事業者、輸血用血液供給センターなどの事業者は、緊急走行時でも交通事故を避けて、安全かつ迅速に事故発生現場へ急行出来るよう、一般の指定自動車教習所より高度な運転技能習熟訓練が課されている。
緊急車両を運転するには2級以上の検定に合格するのが望ましいが、本検定は法的な必須用件ではない。
自衛隊用緊急自動車を自衛隊員が運転する場合は上記の要件は適用されないが、車両適性検査が「適」であることが条件で、部内資格のMOS・装輪操縦手資格を保有し、かつ官用自動車操縦経験が一定以上の者で厳密には1級以上の者が操縦できるとしている。

## 緊急自動車の走行

### 緊急自動車の通行区分など
緊急走行の際は、道路交通法第39条に
- 追越しをするためその他やむを得ない必要があるときは、第17条第四項の規定にかかわらず、道路の右側部分にその全部又は一部をはみ出して通行することができる。
- 法令の規定により停止しなければならない場合においても、停止することを要しない。この場合においては、他の交通に注意して徐行しなければならない。

とあり、（渋滞している場合など）状況に応じて道路の右側にはみ出して走行（逆走）ができる。交通信号機の信号ほか法令の規定により停止すべき、進行妨害となる場合、横断等のため歩道等に進入する直前、停留中の路面電車後方、踏切の直前、横断歩道等の直前、横断歩道等付近に停止中の車両の側方通過時、一時停止の標識、交差点等進入禁止など、の場合も停止せず走行できるが、その場合は他の交通に注意して徐行しなければならず、安全確認義務・安全運転義務は免除されない。
また、必要に応じて助手席の同乗者が「緊急車両通ります」などマイクで注意を呼び掛ける。乗員はシートベルトの着用義務も免除される。

### 緊急自動車の優先
道路交通法40条により、軽車両を含む緊急自動車以外の一般車両は、緊急自動車の進行を妨げないよう進路を譲らなければならない。具体的に、交差点やその付近では交差点を避けたうえで道路の左側、一方通行の道路で、左に寄せることが緊急自動車の妨害となる場合は、道路の右側に寄せたうえで停車し、それ以外の場所では左側に寄せなければならない。路面電車は交差点を避けなければならない。怠った場合は道交法違反「緊急車妨害等」となる。
この避譲義務は歩行者には適用されない。信号に従う横断歩行者に対して緊急自動車は、通してくれるよう「協力お願い」だけが出来る。万一、青信号で横断中の歩行者に緊急自動車が接触した場合は交通事故となり、運転手は過失運転致死傷罪で問責される（日本の緊急自動車に、進行方向の信号を強制的に青に変える機能はない）。

### 緊急自動車などの特例
道路交通法41条により、次に挙げる同法の各条の適用が除外される。
- 第八条第一項（通行の禁止等）
- 第十七条（通行区分）第六項（通行禁止部分）
- 第十八条（左側寄り通行等）
- 第二十条（車両通行帯）第一項及び第二項
- 第二十条の二（路線バス等優先通行帯）
- 第二十五条（道路外に出る場合の方法）第一項及び第二項
- 第二十五条の二（横断等の禁止）第二項（指定横断等禁止）
- 第二十六条の二（進路の変更の禁止）第三項（道路標示）
- 第二十九条（追越しを禁止する場合、二重追越し）
- 第三十条（追越しを禁止する場所）
- 第三十四条（左折又は右折）第一項、第二項及び第四項
- 第三十五条（指定通行区分）第一項
- 第三十八条（横断歩道等における歩行者等の優先）第一項前段及び第三項（横断歩道等に接近する場合の減速、手前での追抜き禁止）

最高速度の適用も一般車両より緩和されて、緊急走行時の最高速度は時速80キロメートル（令12条3項）、高速自動車国道の本線車道のうち、対面通行でない区間は時速100キロメートル（令27条2項）、つまり規制標識に関係なく“法定速度”での走行が容認される。
交通違反取締のための緊急走行は、最高速度を超える違反の場合に当該違反車両と速度を同等の速度で走行して速度を計測する必要があるため、この限りではない（法41条2項。速度超過取締ではない緊急の用務で最高速度を超過してパトカーを運転した者がおり、反則通告処分となった例がある）。警察庁は、この際、赤色灯を点灯させることを推奨している。
赤信号や一時停止標識の前での停止を免れるが、安全確認を行い徐行する義務があり、例え緊急走行中でも交通規則の適用からは除外されず、緊急自動車運転者は高度な安全運転を義務づけられている。
道路交通法および同施行令の適用除外事項を同法が定めており、詳細は緊急自動車の種別で異なる。

### 緊急自動車などの駐車
道路交通法で緊急自動車は「運転中のもの」と定義され、駐車している場合の規定はなく、各都道府県は条例で駐車禁止の除外を定めている。パトロールカーが駐停車禁止に抵触し、運転者の警察官が反則金告知を受けた実例が多数ある。
ほとんどの都道府県公安委員会規則で、「緊急自動車」を事由とせずに「刑事捜査や交通取締り、消防活動、水防活動、人命救助、公共インフラに関わる緊急の活動」を事由に駐車禁止（当該公安委員会による駐車禁止規制）から除外される。この除外については駐車中に赤灯を点灯する必要はなく、緊急自動車の要件を満たす必要もなく、駐車違反とはならない。なお、公安委員会による駐車禁止規制ではない駐車禁止規制は適用される。例えば交差点に関する道路交通法の規定は適用される。
現場に駆け付けて活動を行う消防団員のマイカーや、急病の患者を医療機関へ搬送する家族の個人車などは、東京都道路交通規則、沖縄県道路交通法施行細則、和歌山県道路交通法施行細則などが適用除外の対象としている。

### 緊急自動車が関連した主な事故・事件
緊急自動車が盗まれる事件は、かなりの件数が発生していることから除外する。

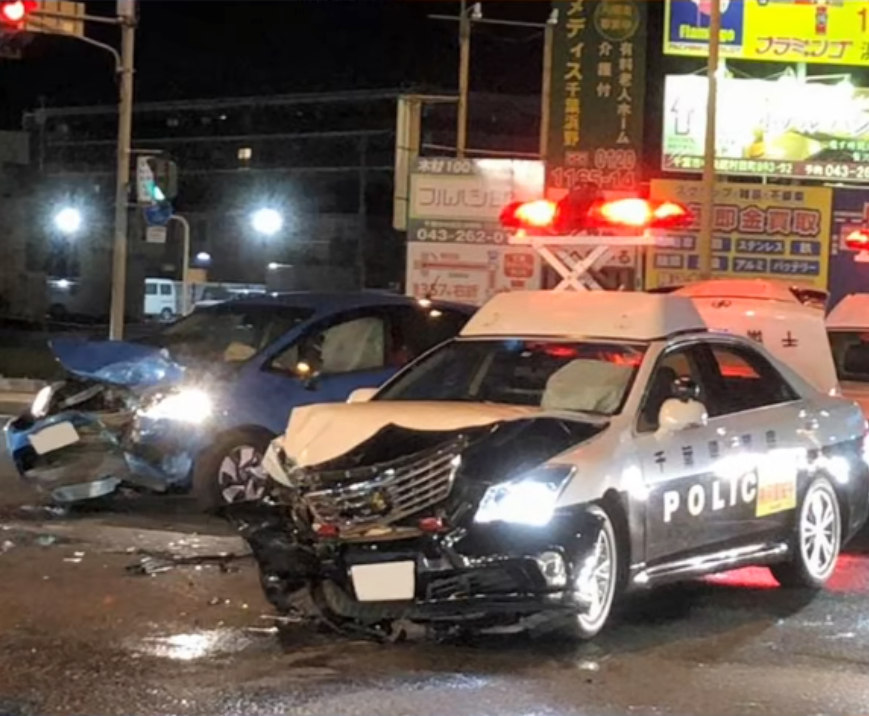
緊急走行で赤信号に進入したパトカーが
徐行せず、一般車を巻き込んだ衝突事故に

- 1936年（昭和11年）2月10日 - 兵庫県本山村（現神戸市東灘区）で消防車と阪神電気鉄道の電車が衝突。消防士17人死亡[21]。
- 1954年（昭和29年）10月30日 - 京都市伏見区深草藤森町で、火災現場に向かう消防車同士が正面衝突する事故。消防士、通行人3人死亡、8人重軽傷[22]。
- 1955年（昭和30年）1月5日 - 山梨県玉穂村で出初式から帰る途中の消防車が運転を誤り路外へ転落。4人死亡、27人重軽傷[23]。
- 1956年（昭和31年）6月29日 - 北海道釧路市で火災現場に向かう消防車が自転車を避けようとして通行人17人をはねる事故が発生。児童6人が即死、2人が重体、9人が重傷[24]。
- 1962年（昭和37年）
  - 3月7日 - 群馬県吾妻町で消防分団の消防車が国道から転落。団員6人が死亡。消防訓練後に飲酒し温泉に向かう途中で、運転手は無免許運転であった[25]。
  - 3月21日 - 徳島県阿南町で消防車が那賀川に転落して2人が死亡、17人が重軽傷。消防車には敬老会の老人が便乗していた[26]。
- 1998年（平成10年）
  - 11月16日 - 熊本県熊本市十禅寺町の市道で、酔って路上で眠ってしまった20代男性を通行人が発見。「車に轢かれるおそれがある」と心配して110番通報、保護を要請した。しかし現場に向かった熊本南警察署地域課のパトカーは 通報により事前に情報を得ていたにもかかわらず現場路上の注意警戒を怠り、男性がいることに気付かないまま、倒れていた男性の右肩や胸部などをパトカーの前輪で轢く人身事故を起こした。パトカーは男性を引きずったままの状態で約1m進み、ようやく停止した。男性は救急搬送され、上半身や顔などに全治3週間の重傷を負った。2003年1月、被害男性は「警察からの賠償算定に不服がある」として、熊本県に対して総額100万円あまりの損害賠償を求め 熊本地方裁判所に提訴した。[27]
- 2002年（平成14年）
  - 3月19日 - 山口県下関市で行われていた飲酒検問を突破した車を緊急走行で追跡していた機動警察隊のパトカーがUターンをしたところ、反対車線から走ってきた原付バイクと衝突する事故が発生した。この事故で原付バイクを運転していた50代女性が転倒し、足を切る怪我をした。山口県警では双方の安全確認に怠りがあったとして、パトカーを運転していた20代の巡査長とバイクの女性から事情を聞いている。山口県警では同年1月にも追跡中のパトカーが事故を起こしている。[28]
  - 4月15日 - 千葉県九十九里町の県道交差点で、不審車を緊急走行で追跡していた千葉県警自動車警ら隊のパトカーと、成東警察署地域課のパトカーが出会い頭に衝突する事故を起こした。警ら隊のパトカーが後方から追い詰め、成東署のパトカーが違う道を先回りして行く手を塞ごうとしたところ、この2台が九十九里町の交差点で出会い頭に衝突。このうち1台が衝突の弾みで飛ばされ、近くの金物店に突っ込む二次被害まで起こした。この事故で双方のパトカーの助手席に乗っていた警察官2人が重傷、他の3人が軽傷を負った。[29]
- 2003年（平成15年）
  - 3月24日 - 岩手県盛岡市中央通1丁目付近の県道交差点で、盛岡東警察署地域課の20代巡査が運転するパトカーが緊急走行で交差点を右折しようと加速した際、横断歩道を左から歩いてきた71歳の高齢女性をはねる事故を起こした。女性は病院へ運ばれたが、左腕や腰の骨を折る全治2カ月程度の重傷を負った。岩手県警では、巡査が周辺の車や直進車の動向に気を取られ、左側から横断を始めた女性の存在に気づくのが遅れたことが事故の原因として、業務上過失傷害容疑で取り調べている。[30]
- 2005年（平成17年）
  - 1月27日 - 神奈川県横浜市で不審車を緊急走行で追跡していた加賀町警察署地域課の警察官がパトカーの運転操作を誤り、速度を出したまま急ハンドルを切ったためコントロールを失い、そのまま道路右側の電柱にパトカーを激突させ、車両を大破させる自損事故を起こした。[31]
- 2006年（平成18年）
  - 3月3日 - 高知県吾川郡春野町のレストラン駐車場から、仁淀川町立仁淀中学校の3年生22人と教職員3人を乗せて お別れ遠足のため出発したスクールバスが国道56号の交差点へ右折横断して進入しようとしたところ、高知県警交通機動隊の当時26歳巡査長が運転する白バイと衝突する事故が発生した。この事故で スクールバスの側面に猛スピードで突っ込む形で衝突した白バイ隊員が死亡、バスの乗員乗客に怪我はなかった。スクールバス運転手が逮捕起訴されたが「事故の際 バスは停止しており、複数の目撃証人もいる」として無罪を主張。弁護士らが交通事故鑑定人と共に検証実験し、KSB瀬戸内海放送とテレビ朝日 が目撃者らに詳細な取材を行ったところ、当時は現場周辺で白バイの高速度走行訓練が多数目撃されており、さらに警察と検察側の "バスは動いていて 急ブレーキをかけた" とする証拠には偽造や捏造されたと見られる不自然な点が数多く確認されたため、「事故は白バイの自損事故であり 冤罪の疑いが強い」として 検察審査会でも捜査手法に対して厳しい指摘が行われた。[32] [33] [34] [35] [36]
詳細は 高知白バイ衝突死事故 を参照。
- 2009年（平成21年）
  - 2月21日 - 秋田県秋田市山王中島町にある秋田中央警察署 山王交番の駐車場で、通報を受けて出動しようとした20代女性巡査が、車内に乗り込まないままの状態で車外からエンジンを掛けたところ、パトカーが急発進。6車線＋中央分離帯の県道（約30m）を無人のまま低速で横断し、道路を挟んで反対側にある住宅の玄関付近に突っ込む事故を起こした。この事故で住宅はガラスが割れるなど被害を出したが、人的な被害はなかった。パトカーはマニュアル車（MT車）で、別の警官がギアを1速に入れたままの状態で駐車しており、凍結のおそれがあったとしてサイドブレーキも掛けられていなかった。女性巡査はギアが投入されていたことに気づいておらず、安全確認を怠ったまま 漫然とエンジンを始動させたとして、この女性巡査から 道路交通法違反（安全運転義務違反）容疑で事情を聞いている。[37]
  - 4月28日 - 高知県高知市本町付近の国道32号で、高知南警察署の50代男性警部補が運転するパトカーが緊急走行中、進路を譲ろうとした前走車に追突する事故を起こした。双方の車が中破、被害車両に乗車していた女性3名が病院に運ばれ、打撲などの軽傷を負った。パトカーは進路を譲られた直後に加速したが、高知県警は、警部補の前方不注意と 見込み運転が事故の主因と見て パトカーで追突した警部補を自動車運転過失傷害容疑で取り調べている。[38]
  - 5月5日 - 福岡県岡垣町戸切付近の国道3号を走行していた折尾警察署交通指導係の35歳男性巡査部長が運転する白バイが、前走車を左（歩道側）から追い抜いたところ、道路左側の路肩で道路を横断しようとしていた78歳の男性を跳ねる人身事故を起こした。この事故で、衝突された横断歩行者が右の大腿骨を骨折する重傷、白バイを運転していた巡査部長も転倒し、右足首を骨折する重傷を負った。折尾署は10月2日付で、白バイを運転していた巡査部長を 自動車運転過失傷害容疑で福岡地方検察庁小倉支部に書類送検した。[39] [40]
- 2013年（平成25年）
  - 11月23日 - 山口県美祢市美東町真名2471番地先の県道、片側1車線の見通しの悪い緩やかなカーブで山口県警交通機動隊の30歳男性巡査が運転する白バイが緊急走行中、前走車を追い抜こうとセンターラインを越えて対向車線に はみ出したところ、対向車線を順走して来た中型トラックと衝突する事故を起こした。衝突によって白バイは転倒し 男性巡査が路上に投げ出され全身を強打、意識不明の状態で病院に搬送されたが、まもなく死亡した。トラックの運転手に怪我はなかった。警察では白バイの安全確認に怠りがあったものとみて、事故発生の経緯を詳しく調べている。[41]
- 2014年（平成26年）
  - 2月12日 - 静岡県富士市加島町の県道富士由比線の信号機のある交差点で、覆面パトカーが緊急走行で赤信号に進入したところ、青信号を走行中だった軽自動車と出会い頭に衝突する事故が発生した。衝突された軽自動車は、はずみで更に別の乗用車にも衝突し、計3台が絡む多重事故となった。この事故で、軽自動車の30代男性が足を強く打ち救急搬送され軽傷を負った。静岡県警察は当時の状況や事故の原因を調べている。[42]
  - 7月27日 - 静岡県でパトカーが絡む事故が たて続けに2件も相次いで発生した。まず浜松市浜北区小林の県道で、午前1時25分頃、浜北警察署 新原交番に勤務する23歳男性巡査が運転するミニパトカーが、道路左側の民家に駐車中の乗用車に接触する事故を起こした。ミニパトカーはそのまま民家のブロック塀と電柱に衝突して停止した。現場は緩やかな左カーブで、浜北署によると、男性巡査に怪我はなく「前をよく見ていなかった」と話しているという。
その約15分後の午前1時40分頃、伊東市南町の県道で 伊東警察署地域課 自動車警ら係の28歳男性巡査部長が運転するパトカーがコンビニの駐車場に入ろうと右折した際に安全確認を怠り、直進してきた19歳男性会社員の軽乗用車と衝突する事故を起こした。男性が病院に運ばれ首に軽い怪我、パトカーに同乗していた30歳男性巡査長も腰を打つ軽傷を負った。[43]
- 2015年（平成27年）
  - 4月26日 - 神奈川県横浜市西区高島1丁目、国道1号線の信号機がある交差点で、戸部警察署の30代男性巡査部長が運転するパトカーが 緊急走行で十字路の交差点に進入し、右折しようとしたところ、対向車線を直進中のタクシーと衝突し、弾みで右折先に信号待ちで停車中だった2台の乗用車に衝突、さらに衝突されたうちの1台が大型バイクにぶつかり、計5台が絡む多重事故を起こした。この事故で60代のタクシー運転手をはじめ男女5人が病院に運ばれ、軽傷を負った。戸部警察署の副署長は「事故の原因を調査し、適切に対処します」とコメントした。[44]
  - 7月14日 - 岡山県岡山市南区の国道2号線 新福2丁目付近で、高架下のため左右方向の見通しが悪い 赤信号の交差点に岡山南警察署の40代男性巡査部長が運転するパトカーが緊急走行で進入したところ、国道を青信号で東進してきた乗用車と出会い頭に衝突した。この衝突によって双方の車両は中破。パトカーに乗車していた警官2人に怪我はなかったが、乗用車を運転していた19歳男性が病院に運ばれ、頭部打撲の軽傷を負った。岡山県警ではパトカーを運転していた巡査部長から自動車運転死傷行為処罰法違反（過失傷害）容疑で事情を聞いており、パトカーの安全確認に怠りがあったものとみて、事故発生の経緯を詳しく調べている。[45]
  - 8月12日 - 石川県かほく市内日角2丁目付近の信号機のある交差点で、津幡警察署地域課の30代男性巡査部長が緊急走行で、道路中央に高架橋脚がある交差点に緊急走行で進入し右折しようとしたところ、対向車線側を直進してきたトラックと衝突、パトカーはそのまま暴走を続け、約80m先の別の交差点で右折待ちをしていた軽乗用車に追突、計3台が絡む多重事故を起こした。この事故でパトカーを運転していた巡査部長が頭部などを打撲する軽傷。トラックの運転手と、追突された軽乗用車に乗っていた2人にケガはなかった。[46]
- 2016年（平成28年）
  - 6月30日 - 福岡県宗像市くりえいと2丁目の信号機のある交差点で、宗像警察署の30代男性巡査部長が運転するミニパトカーが赤の点滅信号に一時停止せず進入したところ、30代会社員が運転する普通乗用車と出会い頭の衝突事故を起こした。この事故で、普通乗用車を運転していた男性が腰を強打する軽傷を負った。事故直後、巡査部長はミニパトカーのサイレンも赤色灯もついていなかった事に気付いていたが、現場に駆けつけた宗像署員に対し「緊急走行中だった」と 虚偽の説明をした。乗用車の男性がこれを否定したため 県警交通捜査課が周囲の防犯カメラを調べたところ、巡査部長のウソが発覚した。取り調べに対し巡査部長は「追跡中に事故を起こしてしまい、緊急走行していなかったと言い出せない雰囲気だった」と供述している。県警は今後、巡査部長を厳しく処分する方針。[47] [48] [49] [50]
  - 12月28日 - 高知県香南市の交差点で、南国警察署の巡査部長が運転するパトカーが、一般車両と衝突する事故を起こした。この事故で、一般車の助手席に同乗していた女性が救急搬送され、肋骨などを折る重傷を負った。高知県警察は、パトカーを運転していた巡査部長を自動車運転死傷行為処罰法違反（過失傷害）の容疑で書類送検した。[51]
- 2017年（平成29年）
  - 11月6日 - 秋田県鹿角市十和田錦木付近の国道282号で、鹿角警察署地域課の20代男性巡査が運転するパトカーが通常走行中、緩やかなカーブでセンターラインを越えて対向車線側へと逸脱。対向車線を順走してきた乗用車と衝突し、更にその後続の軽トラックとも正面衝突する多重事故を起こした。この事故で3台の車両が中破し、乗用車を運転していた70代男性と、軽トラックを運転していた30代男性が打撲などの軽傷を負った。警察は男性巡査の脇見運転が事故につながったものとみて、自動車運転死傷行為処罰法違反（過失傷害）の容疑で取調べている。[52]
- 2018年（平成30年）
  - 12月6日 - 香川県善通寺市金蔵寺町 国道11号の交差点で、香川県警交通機動隊の20代男性巡査長が運転する覆面パトカーが、原付バイクの交通違反を発見したため サイレンを鳴らし始めた直後に赤信号に進入したところ、青信号を走行中だった40代女性の軽自動車と衝突する事故を起こした。この事故で、衝突された軽自動車の前方が中破したが、双方に怪我はなかった[53]。
  - 12月 - 大分県大分市荏隈4丁目交差点付近の県道で、大分中央警察署地域課のパトカーがパトロール中に、30代男性が運転する原付バイクと衝突し転倒させる人身事故を起こした。この事故で 原付バイクの男性が頸髄を損傷する重症となり、さらに右半身の手足に重度の後遺症が残る事態となった。男性は2021年3月、大分県に対し1億7,000万円あまりの損害賠償を支払うよう求め大分地方裁判所に提訴、2023年5月に裁判所から和解案が示された。これを受け、大分県は男性側に対し6,600万円あまりの賠償金を支払うことを決めた。
なお、大分県警察本部は この事故が発生した当時、県民や報道各社に対し 人身事故発生の事実を隠し、一切公表していなかった。[54] [55] [56] [57]
- 2019年（平成31年）
  - 2月4日 - 千葉県千葉市稲毛区園生町の国道16号、片側3車線の見通しの良い直線道路で、後方から緊急走行で接近してきた千葉県赤十字血液センターの血液運搬車に対し 大型トレーラーが進路を譲ったところ、トレーラーの後部に血液運搬車がそのまま追突する事故が発生した。血液センターの50代男性職員が救急搬送されたが死亡確認。トレーラーの運転手に怪我はなかった。追突した血液センター職員に目立った外傷が無かったことから、千葉北署は男性が病気により運転中に突然死した可能性が高いとみて、事故の詳しい状況を調べている。[58]
  - 8月2日 - 神奈川県横浜市瀬谷区南台の信号機のある十字路交差点で、違反車両を緊急走行で追跡中だった瀬谷警察署のパトカーが信号機のある十字路交差点に赤信号で進入したところ、青信号で交差点を左から直進していたオートバイと 出会い頭に衝突する事故を起こした。この事故で バイクを運転していた18歳の高校生がバイクもろとも転倒し、腰を打つ軽傷を負った。[59]
  - 8月18日 - 東京都千代田区麹町6丁目の国道20号、JR四ツ谷駅前の信号機のある交差点で、新宿警察署地域課の50代男性巡査部長が運転するパトカーが 緊急走行で赤信号の交差点に進入したところ、青信号の横断歩道上で 道路の中央分離帯付近から小走りで出てきた当時4歳の幼児を 時速40km以上で跳ね飛ばす人身事故を起こした。幼児はパトカー前方と衝突し跳ね飛ばされたあと路上に全身を激しく強打し、救急搬送されたが 意識不明の重体のまま5歳の誕生日を迎え、1ヶ月後に死亡した。警視庁 交通捜査課によると、巡査部長は取調べに対し「交差点に進入する直前は徐行していたが、交差点進入後に加速した。直前に（幼児を）見つけたが、間に合わなかった」と容疑を認めている。道路交通法は緊急車両が赤信号を通過する際、周囲の交通に注意して徐行するように定めており、警視庁の規定でも 緊急走行で赤信号の交差点を通過する際は徐行運転を義務付けていた。巡査部長は10月9日付で依願退職、警視庁は11月26日 自動車運転死傷行為処罰法違反（過失致死）容疑で書類送検し、起訴を求める「厳重処分」の意見書を付けた。[60] [61] [62]
  - 10月8日 - 青森県八戸市新井田四本松の信号機のある交差点で、赤信号の交差点に進入したパトカーの左後部と、青信号で走行していた普通乗用車の前方が接触する事故が発生した。この事故でパトカーが横転、運転していた警官は自力で車内から脱出した。[63]
- 2018年（平成30年）
  - 6月12日 - 福島県白河市金勝寺の市道交差点で、緊急走行で乗用車を追跡中だった白河警察署地域課の30代巡査が運転するパトカーが、カーブを曲がり切れず 歩道と空き地を結ぶ階段と 手すりに衝突した。追跡されていた乗用車も近くの縁石に乗り上げた。双方いずれにも怪我はなかった。[64]
- 2019年（令和元年）
  - 1月17日 - 青森県八戸市の路上で、近くで発生した別の交通事故の処理に向かっていた青森県警察のパトカーが 積雪や凍結の影響で滑り、道路左の路肩に停止していた20代女性が乗る車に正面衝突する事故を起こした。この事故で、被害女性は左膝を打撲するなどの怪我をした。翌2020年1月、女性は県に対して 約160万円の損害賠償を求めて青森地方裁判所八戸支部に提訴、最終的に青森県は賠償金150万円を支払い、女性側と和解した。
なお、青森県警はこの事故が発生した当時、県民や報道各社に対し 事故発生の事実を隠し 一切公表していなかった。[65] [66]
- 2020年（令和2年）
  - 4月6日 - 愛知県名古屋市天白区池場1丁目の信号機のある交差点で、青信号を東進中だった30代会社員が運転するワゴン車と、赤信号の交差点に進入してきた天白警察署のパトカーが出会い頭に衝突する事故が発生した。ワゴン車の運転席付近にパトカーの前方が衝突したこの事故で、ワゴン車の男性が負傷し救急搬送され、パトカーを運転していた24歳男性巡査と 同乗していた29歳男性巡査部長に怪我はなかった。事故後に 天白警察署の副署長は報道各社に対し 事故の原因は調査中としながらも「パトカーはスピード違反車を追跡中で、赤信号の交差点に進入する際にサイレンを鳴らしていたが、ワゴン車と衝突した」と説明した。パトカーを運転していた24歳男性巡査は、事故翌日の実況見分でも「サイレンを鳴らしていた」との主張を繰り返した。
その後、衝突事故の後遺症が残ったため ワゴン車の被害男性が愛知県警に対し損害賠償を求めて名古屋地方裁判所に提訴したところ、愛知県警も パトカーの修理代と称して男性に対し損害賠償の反訴を行った。
この裁判では、愛知県警のパトカーが赤信号進入にあたり、サイレンを鳴らしていたかが争点の一つであった。サイレンを鳴らしていなければ緊急走行の要件を満たさず 緊急自動車扱いされないため、パトカーの赤信号無視が問題となるからである。
名古屋地裁の一連の証拠調べの中で、愛知県警側が証拠として提出した パトカーのドライブレコーダーのデータには音声ファイルが欠損しており、サイレンが鳴っていたかの確認が出来なかった。これについて愛知県警は裁判所に提出した報告書で「録音機能は使用していなかったので最初から音声ファイルは無い」と主張した。そこで裁判官が自らドライブレコーダーのバイナリデータを解析したところ「音声データ部分が 不自然に整いすぎている」として不審に感じたことから、愛知県警に 人為的に音声データの削除など組織的な証拠隠滅行為を行っていないか など3項目について釈明を求めたところ、愛知県警は一転して "事故当時、サイレンを鳴らしていなかった" と認めるに転じた。さらに、男性に対し提起済みの反訴も取り下げ、過失割合 ０：100 についても争わない姿勢に転じた。
判決で名古屋地裁は愛知県に対し、およそ385万円の賠償金を被害男性に支払うよう命じただけではなく、天白警察署の24歳男性巡査が保身のために「サイレンを鳴らしていた」などと虚偽の主張を繰り返し、さらに愛知県警内部の"何者か"が暗躍し 24歳男性巡査の話が虚偽であることを知りながら 組織的に証拠隠滅や 捏造を企て これを実行し、被害男性に対して無実の罪を着せようとした として愛知県警の悪質な行為と組織体質に対し、厳しい指摘を行った。また、愛知県警が被害男性を提訴していた訴訟についても全て棄却した。これにより愛知県警の全面敗訴が確定した。愛知県警は「裁判所に対し 事実と異なる内容であると知りながら 誤った報告書を作成、提出してしまった」と後に反省の弁を述べた。
この裁判は パトカーの事故を隠蔽し、不祥事を揉み消すために愛知県警が提出した電磁的証拠を 裁判官が自ら解析し、偽造・捏造を見破った事件として、 判例タイムズ 2023年7月号（通巻1508号）にも掲載された。[67] [68] [69] [70] [71]
  - 12月15日 - 埼玉県熊谷市内の信号機のある交差点で、緊急走行で国道407号を妻沼方面へ直進していた埼玉西部消防組合の救急車が赤信号の交差点に進入したところ、青信号で左側から来たトラックと衝突し横転した。この事故で救急隊員2人も負傷し、病院へ運ばれたがいずれも軽傷。トラックの運転手に怪我はなかった。[72]
- 2021年（令和3年）
  - 4月16日 - 高知県高知市神田の県道で、高知南警察署地域課の20代男性巡査部長が運転する緊急走行中のパトカーが、40代男性の停止していた軽トラックに追突する事故を起こした。追突された会社員と男性巡査部長の双方に怪我はなかった。[73]
  - 10月21日 - 大阪市阿倍野区の天王寺バイパスでパトカーが先導する車列を何者かが襲撃、レッカー移送していた押収車両から荷物を奪われる強盗事件が発生した[74]。
  - 11月15日 - 東京都中央区京橋の十字路交差点で、緊急走行中の警視庁高速道路交通警察隊のパトカーが赤信号の交差点に進入したところ、青信号で左側から直進してきたワゴン車と衝突する事故が発生した。この事故でワゴン車の男性運転手が負傷し、病院に搬送されたが命に別条なし。中央署が詳しい事故の状況を調べている。[75]
  - 11月19日 - 埼玉県越谷市東越谷1丁目の片側1車線 信号機の無い市道交差点で、バイクを追跡中の越谷警察署地域課の20代男性巡査部長が運転するパトカーが、同交差点を緊急走行で右折した際に曲がり切れず、道路をはみ出して左側にあった住宅のブロック塀に衝突する事故が発生した。この事故でパトカーの後部座席に乗車していた50代男性警部補が腹部の痛みを訴えて救急搬送されたが、その後死亡した。助手席の巡査は軽傷、運転していた巡査部長に怪我はなかった。埼玉県警交通捜査課は、男性巡査部長について 自動車運転死傷行為処罰法違反（過失致死）の疑いがあるとみて、事故原因などを調べる。[76] [77]
  - 12月5日 - 福岡県福岡市中央区舞鶴3の「那の津通り」で、福岡中央警察署の白バイ同士が追突する事故を起こした。福岡国際マラソン選手権大会の交通規制解除のため、同署の46歳男性巡査部長の白バイが 一般道を時速100km以上の猛スピードで走行中に急減速したところ、後続の37歳男性巡査の白バイが猛スピードのまま追突した。転倒後に2台はそのまま数十メートル横滑りし、歩道の金属製ポールに激突して停止した。その際、沿道の観客や歩行者らに向かって金属製ポールと激突した白バイの破片が激しく飛散し3名に当たったが、幸い大きな怪我はなく、追突した巡査が病院に運ばれ鎖骨を折る重傷。[78] [79] [80] [81]
- 2022年（令和4年）
  - 5月21日 - 千葉県市川市南大野の県道で、「爆竹がうるさい」との苦情を受けて出動していた市川警察署の30代男性巡査部長が運転する緊急走行中のパトカーが、並走していた男子中学生の自転車を跳ねる人身事故を起こした。この事故により中学生は自転車ごと転倒し、足をすりむく軽傷を負った。[82]
  - 6月17日 - 北海道当別町蕨岱の国道337号の交差点で、北海道警の覆面パトカーが乗用車と出会い頭に衝突する事故を起こした。この事故で、乗用車を運転していた40代男性が腹部を強く打つなどして救急搬送され、覆面パトカーの警官に怪我はなかった。現場は見通しの良い丁字路の交差点で、覆面パトカーは緊急走行中ではなく、また覆面パトカーの側に一時停止の標識があった。[83]
  - 11月8日 - 大阪府大阪市淀川区内をパトロールしていた淀川警察署地域課の26歳男性巡査長が運転し、41歳男性警部補が同乗するパトカーが 一方通行路に誤って進入し、約45ｍ逆走した。2人は途中で逆走してしまった事に気付いたが、交通違反に問われない緊急走行を装う為に あわてて赤色灯を回しサイレンを鳴らし走行。あたかも不審者を追跡しているかのように偽装する為に、たまたまパトカーの近くを自転車で走行していた 事件とは全く関係ない一般男性を呼び止めるなどして隠蔽工作に及んだのみならず、ダッシュボードに設置された車載カメラの映像を削除するといった悪質な証拠隠滅まで行っていた。
偶然、近くで交通取締りを行っていた交通課の署員がパトカーの逆走を目撃し、淀川署の上司に報告したことから発覚。2人は当初、淀川署幹部からの聴き取りに対して「不審者の追跡の為に緊急走行した」と虚偽の説明をしていたが、車載カメラとは別に設置されていたドライブレコーダーには 警部補の「これアカンぞ」「ちょっとマズいな」「（映像を）消すわ」といった音声の一部始終が記録されており、最終的に証拠隠滅を認めた。
大阪府警は、警部補がパトカーの交通違反と証拠隠滅を主導したと見て、運転していた地域課の26歳男性巡査長に対し交通違反切符を交付し、2人をパトカー乗務から外した。警部補は取調べに対し「自己保身の為に交通違反を揉み消してしまった」と供述し、巡査長は「警部補を止められなかった」と話している。　府警は20日付で巡査長を本部長注意の処分、警部補を警務部長訓戒の上、巡査部長に降格処分とした。[84] [85] [86] [87] [88]
  - 12月29日 - 東京消防庁の救急車が消防署へ帰投中に昭島市内で横転、乗務していた救急隊の全員が負傷。原因は機関員の過労による居眠り。17時間連続勤務だった[89]。
- 2023年（令和5年）
  - 1月6日 - 広島県広島市南区 宇品海岸の国道487号交差点で、広島電鉄の路面電車と並走中だった広島南警察署のパトカーが右折しようとしたところ、路面電車と接触する事故を起こした。この事故で 電車の乗員乗客や警察官に怪我はなかった。広島南警察署の副署長は「事故原因を調べるとともに再発防止に努めます」とコメントした[90]。
  - 2月6日 - 広島県東広島市鏡山北の信号機のある県道交差点で、広島県警交通機動隊の40代男性巡査部長が運転するパトカーが 緊急走行で赤信号の交差点に進入したところ、青信号を直進中の30代男性が運転する乗用車と衝突する事故が発生した。パトカーにはもう1人の警官も同乗していたが、いずれにも怪我はなかった。広島県警交通機動隊の副隊長は「原因を究明し、事故の再発防止に努めます」とコメントした[91]。
  - 3月11日 - 島根県出雲市白枝町の交差点で、出雲警察署の24歳女性巡査が運転し 助手席に19歳男性巡査が同乗するパトカーが緊急走行中、サイレンを消した状態で赤信号の交差点に進入し、青信号で走行中だった60代男性が運転する軽乗用車と 出会い頭に衝突する事故を起こした。出雲署によると、女性巡査らは110番通報を受けて現場に緊急走行していたが、同乗の男性巡査が 通報現場に到着したと思い込み、交差点に入る手前でサイレンを止めた。運転中の女性巡査はサイレンが止まったことに気付かず、そのまま赤信号の交差点に漫然と進入し、衝突事故を起こした。緊急走行中は赤色灯をつけて、サイレンを鳴らさなければならず、今回は緊急走行の要件を欠いていた。この事故で双方に怪我はなかった。女性巡査は道路交通法違反（信号無視）の容疑で書類送検された。[92] [93]
  - 4月13日 - 鹿児島県薩摩川内市樋脇町塔之原で、赤信号待ちで停止中の軽自動車に、薩摩川内警察署の20代男性巡査長が運転するパトカーが追突する事故を起こした。現場は見通しのよい直線道路で、男性巡査長は「前をよく見ていなかった」と供述している。この事故で軽自動車の50代男性が軽傷を負った。[94]
  - 5月22日 - 福岡県北九州市小倉北区室町の交差点で緊急走行で赤信号に進入した福岡県警北九州市警察部のパトカーと、青信号を直進中だった営業中のタクシーが出会い頭に衝突する事故が発生した。この事故を記録したドライブレコーダーの映像によると、パトカーは赤信号に進入する際、一時停止や徐行をしていなかった。タクシーには乗客2人が乗車中で、事故のあと体の痛みを訴えていたが、その後 現場を離れ、怪我をしているかどうかは不明。タクシー運転手やパトカーの警官2人に怪我はなかった。小倉北警察署は「事故原因について調査中です」とコメントしている。[95]
  - 5月23日 - 大分県大分市府内町 国道197号昭和通り交差点で、大分駅方向に緊急走行中だった大分中央警察署地域課の20代男性巡査が運転するパトカーが 赤信号の交差点に進入したところ、青信号で西大分方向に走行中だった50代女性の軽自動車と出会い頭に衝突する事故が発生した。この事故で双方に怪我はなかった[96]。
  - 6月5日 - 愛知県名古屋市天白区池場1丁目の信号機のない住宅街の市道交差点で、天白警察署地域課の35歳男性巡査部長が運転するパトカーが、サイレンを鳴らさず一方通行路を逆走し、さらに交差点での一時停止や徐行、左右の確認といった基本的な安全確認までも怠り、母子3人が乗る軽乗用車と出会い頭に衝突する事故を起こした。この事故で、側面に激しく衝突された軽乗用車が横転し大破。助手席に座っていた7歳の男児が内臓から出血する重傷、運転席の30代の母親と 後部座席の1歳の女児も負傷し救急搬送された。パトカーを運転していた34歳男性巡査部長と同乗していた36歳男性巡査長に怪我はなかった。パトカーは事故の前、近くのコンビニの駐車場でタバコを吸っていた未成年とみられる人物をみつけて追跡中だったが、途中で緊急走行の条件であるサイレンを止めた 一般走行の状態で一方通行路の逆走を繰り返した。またサイレンで周囲の交通に危険を知らせる事もせず、さらに自動車を運転する者としての基本的な安全確認さえも怠り逆走状態のまま速度を上げて交差点に突入、偶然通り掛かった何の落ち度も無い軽乗用車の側面にパトカー正面を激しく衝突させ、母子3人の乗る軽自動車を横転・大破させ重軽傷を負わせる重大な人身事故を起こすに至った。愛知県警 天白警察署の副署長は「お怪我をされた方々にはお見舞い申し上げます。詳細は調査中ですが、原因を究明し、再発防止に努めます」とコメントした。[97] [98] [99] [100] [101] [102] [103]
  - 6月12日 - 新潟県上越市石橋の国道8号線の交差点で、上越警察署地域2課の巡査長が運転するパトカーが、交通違反をした別の車を追跡するため緊急走行で赤信号の交差点に進入したところ、青信号を直進中の軽自動車と出会い頭に衝突した。パトカーを運転していた巡査長が病院に運ばれたが命に別状なし。[104]
  - 8月14日 - 兵庫県尼崎市小中島の信号機のある市道交差点で、尼崎東警察署の30代巡査部長が緊急走行で赤信号の交差点に進入したところ、青信号で左から来た乗用車と衝突する事故が発生した。この事故で乗用車が横転し、50代男性が病院に運ばれ軽傷、またパトカーを運転していた巡査部長も軽傷を負った。事故を記録したドライブレコーダーの映像により、パトカーは当時 緊急走行で交差点に進入する際、一時停止や徐行をせず時速40km程度で赤信号に突入していたことが判明。たとえ緊急走行中でも赤信号で交差点に進入する場合は周囲の交通に注意して安全確認をおこない、徐行する義務があり、警察が事故の状況を詳しく捜査している。尼崎東警察署の副署長は「けがをされた方にはおわび申し上げます。事故については調査中ですが、指導を徹底し、再発防止を図っていきます」とコメントした。[105]
  - 8月14日 - 沖縄県沖縄市上地の歓楽街の市道で、深夜110番通報を受けて現場に向かっていた沖縄警察署のパトカーが交差点を左折したところ、車道上に横たわっていた66歳男性と接触する事故が発生した。男性は左腕に軽い怪我をしたが、命に別状なし。[106]
  - 9月21日 - 茨城県警 監察室は、茨城県潮来市の一般道で午前2時10分～2時15分頃にかけて、法定速度が時速60kmのところ、赤色灯やサイレンを鳴らさず時速約165～180kmで走行、さらに同県神栖市内の一般道を時速約96～103kmで走行したとして、行方警察署地域課 自動車警ら係の30歳男性巡査部長を減給3カ月(10分の1)の懲戒処分とし、道路交通法違反（最高速度超過）の容疑で水戸地方検察庁に書類送致した。取り調べに対し男性巡査部長は「パトカーの存在を察知されずに早く現場付近へ行きたかった。緊急時は日常的に速度違反をしていた」などと供述しており、県警は同乗していた地域課の巡査長についても、違反を制止しなかったとして、本部長訓戒処分とした。[107] [108]
  - 9月29日 - 福岡県筑後市の県道と市道が交わる交差点で、20代男性巡査が運転する白バイと30代女性が運転する軽乗用車が出合い頭に衝突する事故が発生した。この事故で男性巡査は投げ出され軽傷、バイクは反対車線を走っていた別の軽乗用車にも衝突し、合計3台が絡む事故となった。[109]
  - 11月11日 - 福岡県福岡市中央区薬院の姿見橋西交差点で、福岡県警の覆面パトカーが緊急走行を開始し、赤信号の交差点に進入し左折しようとしたところ、右から青信号で直進して来た営業中のタクシーと出会い頭に衝突した。タクシーの乗客と運転手、パトカーの警官3名に怪我はなかった。福岡県警は「緊急走行や追跡行為が適正だったかどうかを含め、事故の状況を詳しく調べます」とコメントした。[110]
  - 11月24日 - 三重県松阪市中央町の裁判所前交差点で、緊急走行で赤信号の交差点に進入した 三重県警自動車警ら隊のパトカーと、青信号で走行中の軽ワゴン車が出合い頭に衝突する事故が発生した。この事故で、軽ワゴン車を運転していた20代男性が顔面に軽い怪我をした。パトカーに乗車していた警官2人に怪我はなかった。自動車警ら隊の副隊長は「緊急走行時の状況など、事故の詳細を調査して再発防止に努めてまいります」とコメントした。[111]
  - 12月19日 - 三重県津市美里町家所の信号機のある交差点で、津警察署地域課の巡査が運転するパトカーが緊急走行で赤信号の交差点に進入したところ、青信号で走行中の普通車と出会い頭に衝突した。パトカーの助手席に同乗していた50代の男性巡査部長が病院に運ばれたが軽傷。津警察署の副署長は「緊急走行中に第三者を巻き込む事故が発生したことは、誠に遺憾であります。引き続き、交通事故防止に努めてまいります」とコメントした。[112] [113]
  - 12月24日 - 愛知県豊田市挙母町1丁目の信号機のある交差点で、豊田警察署の警官3人が乗車するパトカーが緊急走行で赤信号に進入したところ、青信号を走行中の軽自動車の右後方部分と、パトカーの前方が接触する事故が発生した。双方いずれにも怪我はなかった。愛知県警 豊田警察署の副署長は「事故の原因については現在 詳しく調べていますが、今後原因を究明し 再発防止に努めます」とコメントした。[114]
- 2024年（令和6年）
  - 2月22日 - 大阪府守口市大日町1丁目 阪神高速高架付近で、緊急走行中のパトカーが赤信号の交差点に進入したところ、青信号で直進してきた普通車と出会い頭に衝突した。普通車を運転していた40代の男性は胸を打つ怪我をし 病院に運ばれたが命に別状なし。パトカーに乗っていた警察官は手に軽い怪我をした。[115]
  - 2月15日 - 京都府宇治市槇島町の信号機のある交差点で、宇治警察署の警官3名が乗車する緊急走行中のパトカーが軽自動車と出会い頭に衝突する事故を起こした。軽自動車は衝撃で路上に横転し、パトカーはそのまま道路脇の柵を突き破り、さらに歩道にまで大きく乗り上げて ようやく停止した。パトカーに乗っていた警官3名に怪我は無かったが、軽自動車を運転していた女子大学生が救急搬送され、骨盤を骨折する重傷を負った。[116] [117] [118]
  - 2月25日 - 愛媛県松山市天山の交差点で、松山市内の65歳男性が運転する普通乗用車が、80代男性患者を救急搬送中の救急車の左側面に出合い頭に衝突、この衝撃で救急車が横転する事故が発生した。[119]
  - 2月27日 - 福岡県久留米市中央町の信号機のある交差点で、久留米警察署のパトカーが緊急走行で赤信号に進入したところ、青信号を直進中だった大学生が運転する普通乗用車と 出会い頭に衝突、パトカーの後部が大破した。この事故による怪我人はいなかった。[120] [121]
  - 4月4日 - 京都府京都市東山区川端通三条の信号機のある交差点で、東山警察署 地域課の36歳男性巡査部長が運転するパトカーが、緊急走行で三条通を西進して赤信号の交差点に進入したところ、川端通を青信号で走行中だったオートバイの男性と衝突する事故を起こした。バイクは中破、男性はバイクもろとも路上に投げ出され、右肩や右膝を負傷し救急搬送された。パトカーを運転していた地域課の36歳男性巡査部長と、同乗していた20代男性巡査長に怪我は無かった。東山警察署の副署長は「原因は調査中だが、男性が怪我をされたことは残念。交通事故防止についてあらためて署員に指導を徹底します」とコメントした。[122]
  - 5月20日 - 大阪府大阪市中央区谷町5丁目の信号機のある交差点で、大阪府警 交通機動隊の覆面パトカーが信号無視の自動車を発見したため赤色灯を出して緊急走行を始めた直後、青信号を右から直進中のバイクと衝突する事故を起こした。この事故で、バイクを運転していた20歳の男性が路上に投げ出され、救急搬送されたが 間もなく死亡が確認された。事故を起こす前、覆面パトカーは交差点の西側に停止していたが、別の車の信号無視を発見したため、追跡しようと赤色灯をつけサイレンを鳴らし始め 赤信号の交差点に進入した直後、青信号で南から北に向かっていたバイクと衝突事故を起こした。大阪府警交通機動隊の副隊長は「亡くなられた方に謹んでお悔やみ申し上げます。詳細については捜査中ですが、再発の防止に努めてまいります」とコメントした。[123] [124] [125]

### その他
道路整備特別措置法第24条第1項但書の規定により、用務中の緊急自動車は高速道路や一般有料道路などにおける通行料金徴収の対象とならない。これは災害救助、水防活動その他特別の理由により利用する国土交通大臣が指定した車両も同様の扱いとなる。道路法の道路以外の道路運送法に基づく一般自動車道などの有料道路は特措法が適用されずに別段の定めとなる。

## 車両
消防車両・救助車両

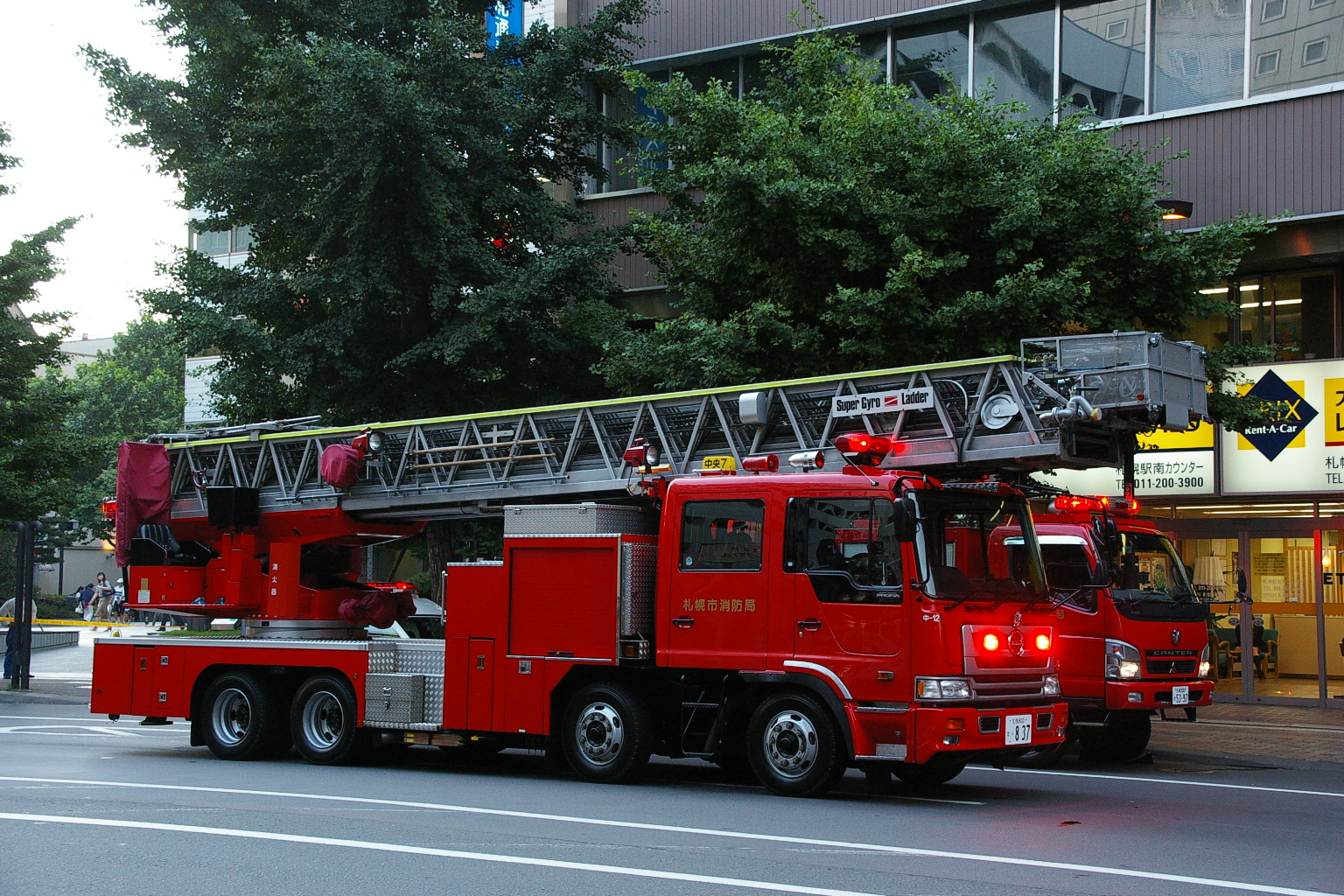
はしご付消防車（札幌市消防局）
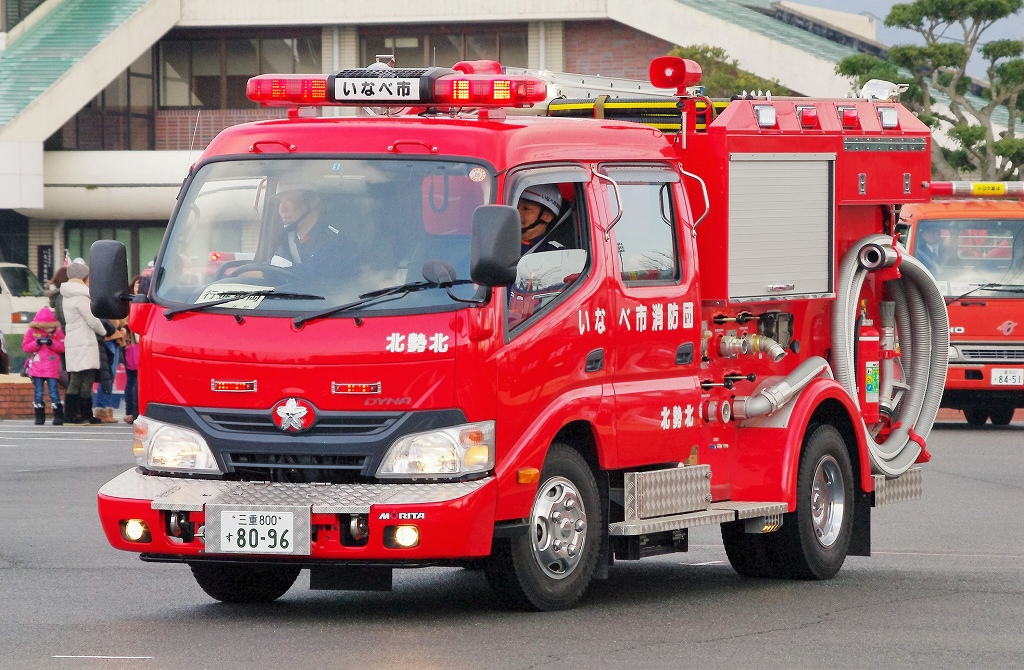
消防ポンプ自動車（いなべ市消防団）
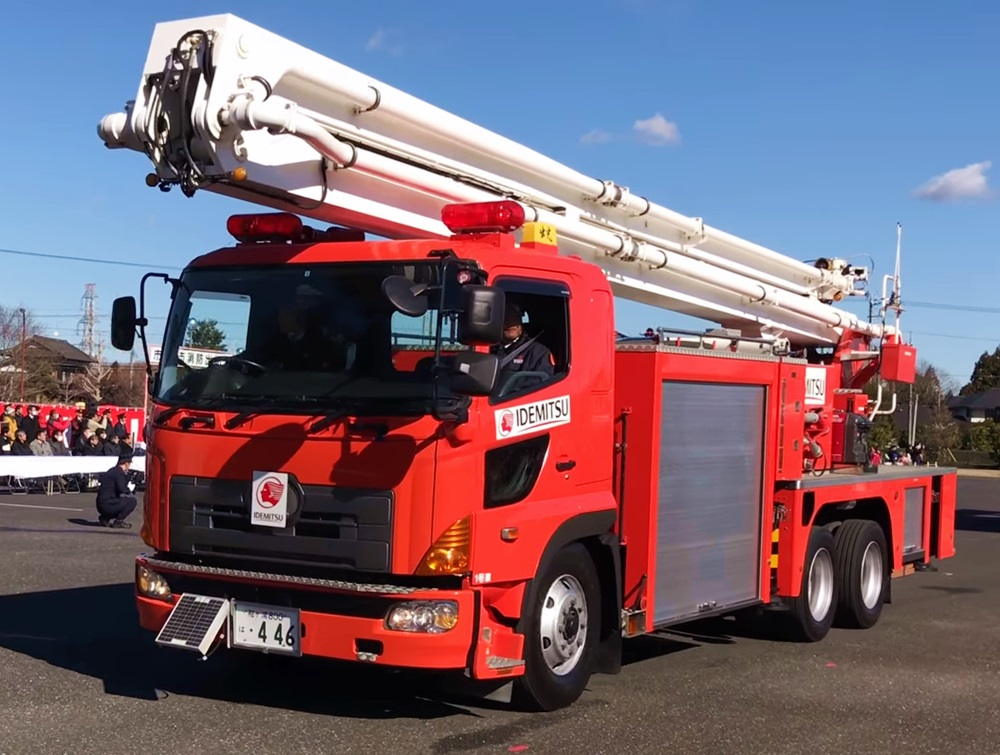
高所放水車 （出光興産　自衛消防隊）
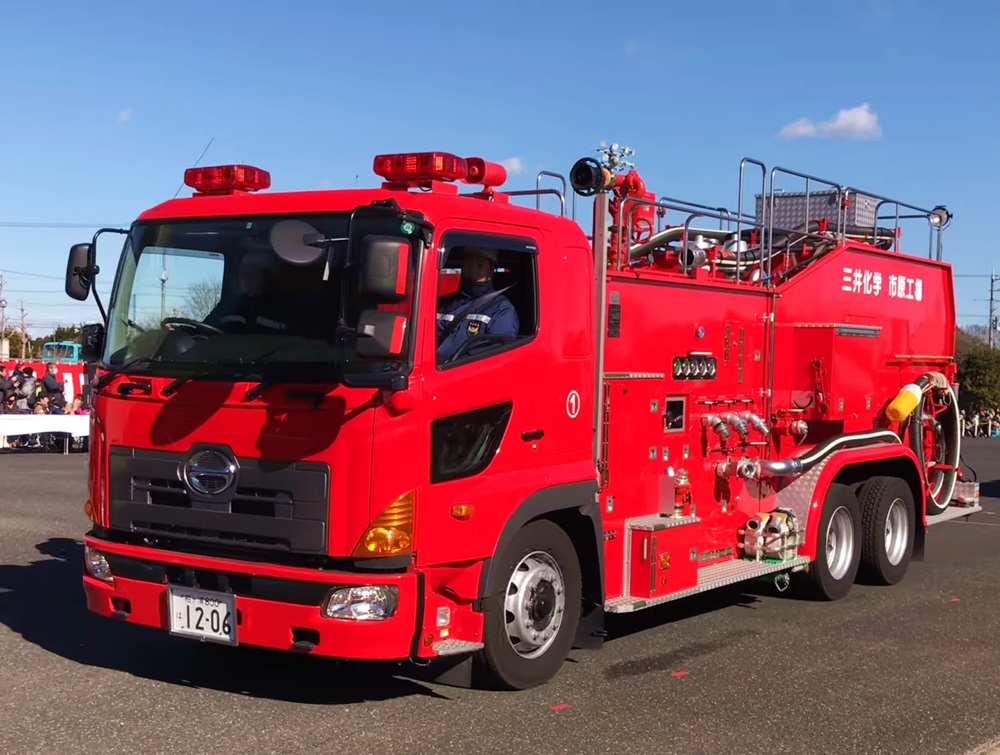
大型化学消防車 （三井化学　市原工場 自衛消防隊）
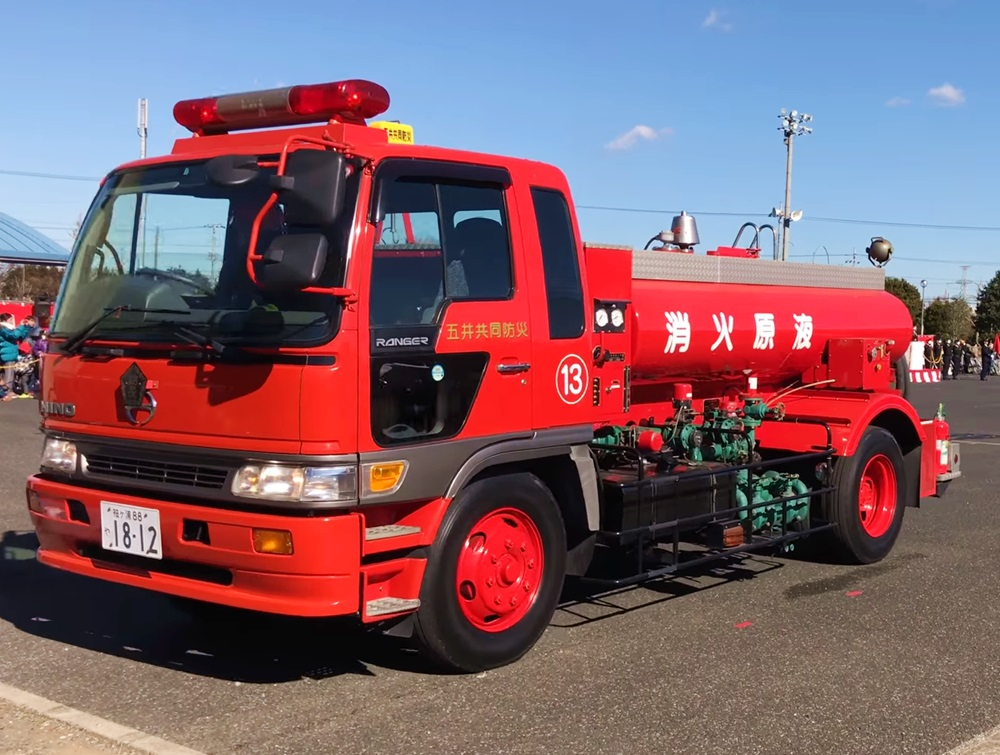
石油コンビナートの 消火原液搬送車 （五井共同防災 13 ）
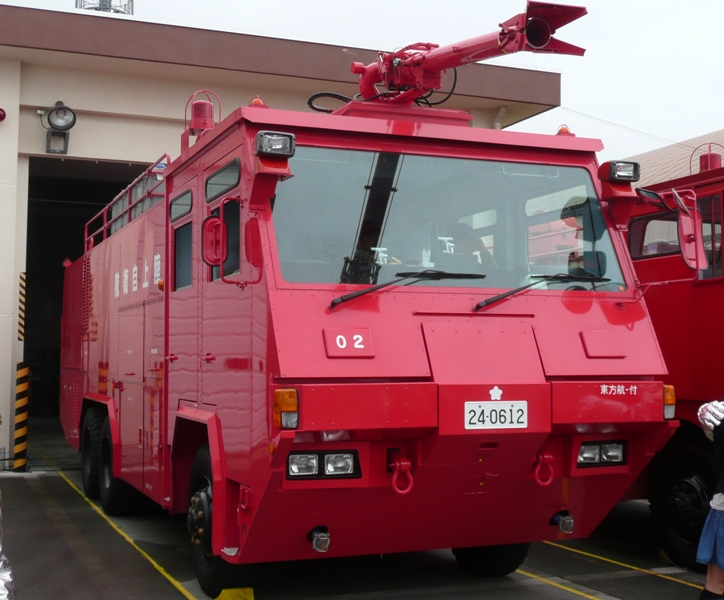
救難消防車 2型（陸上自衛隊）
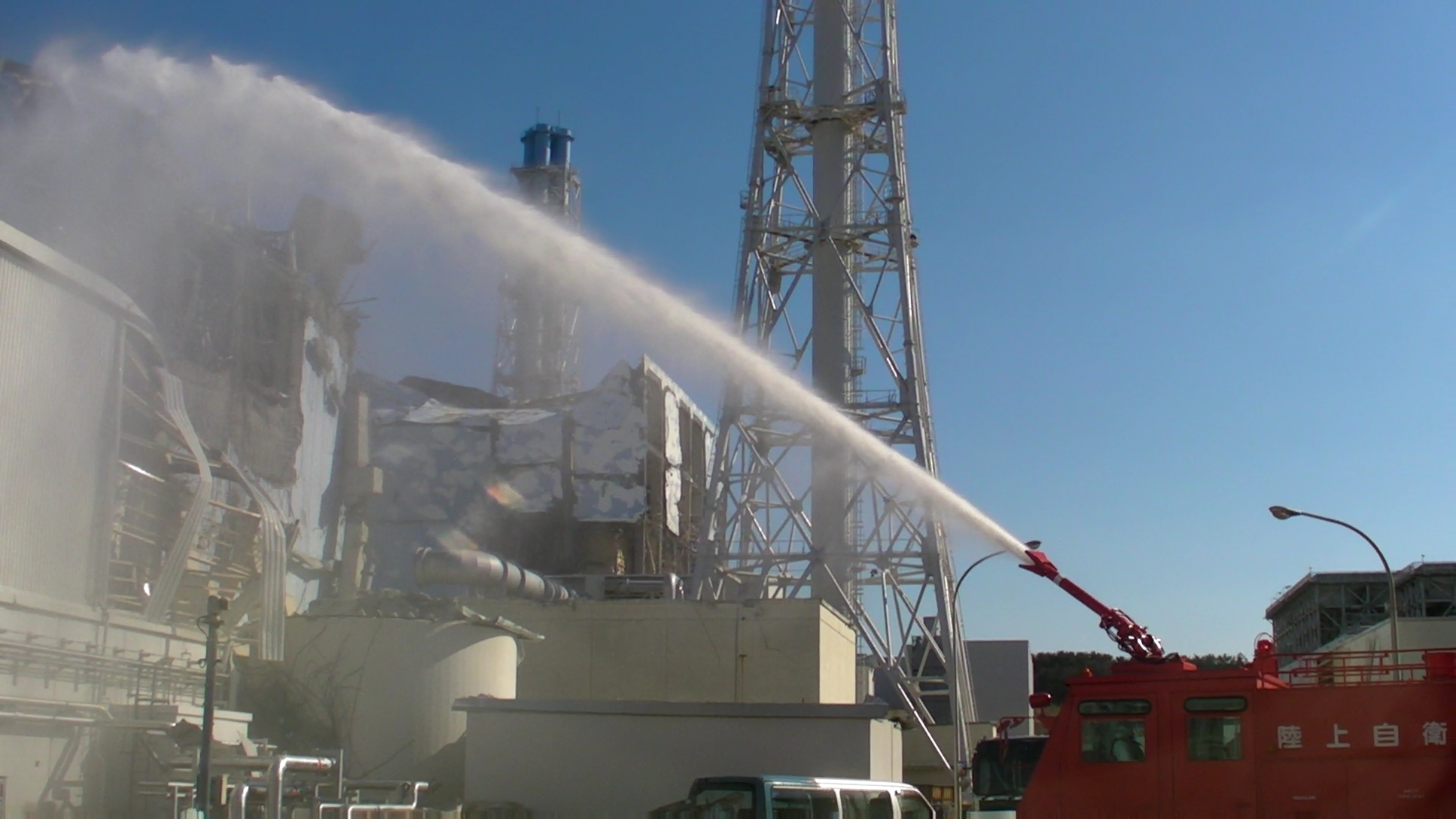
福島第一原発で核燃料プールに 放水を行う救難消防車（陸上自衛隊）
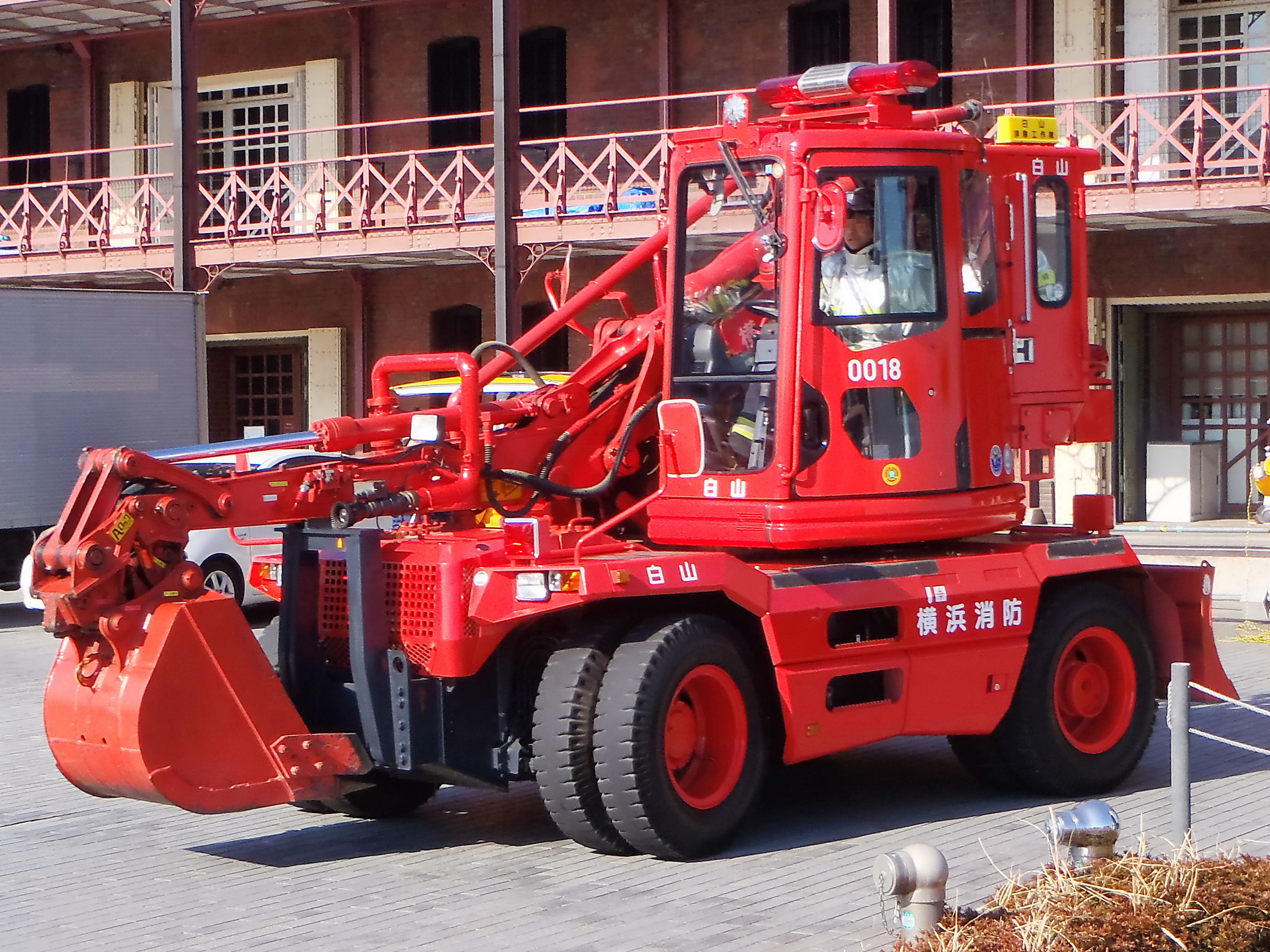
排除工作車（横浜市消防局）
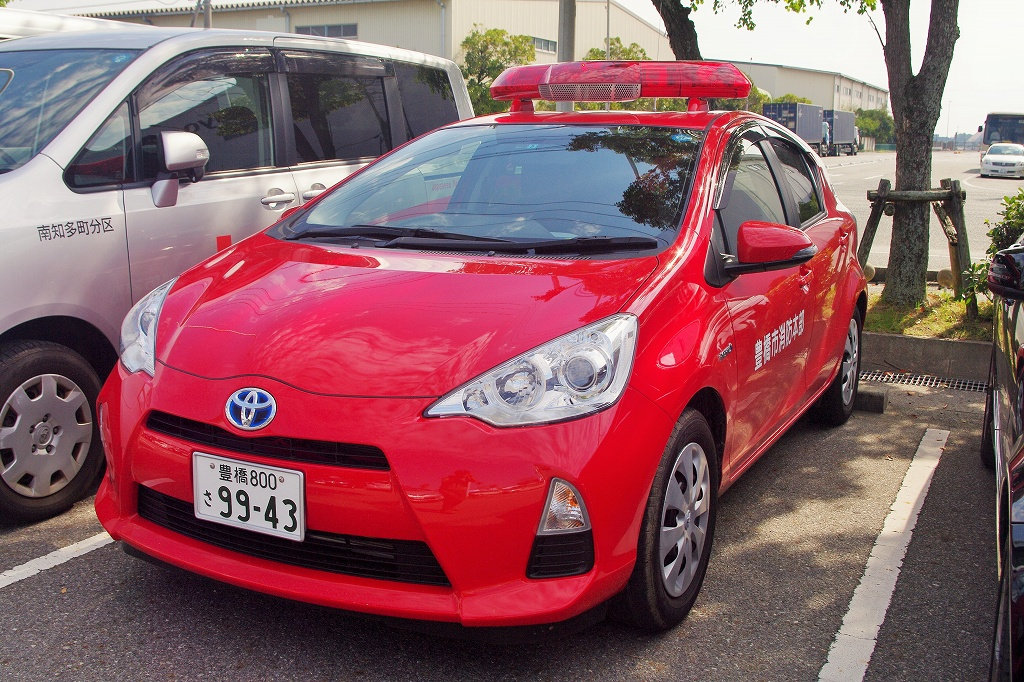
消防の広報車（豊橋市消防本部）
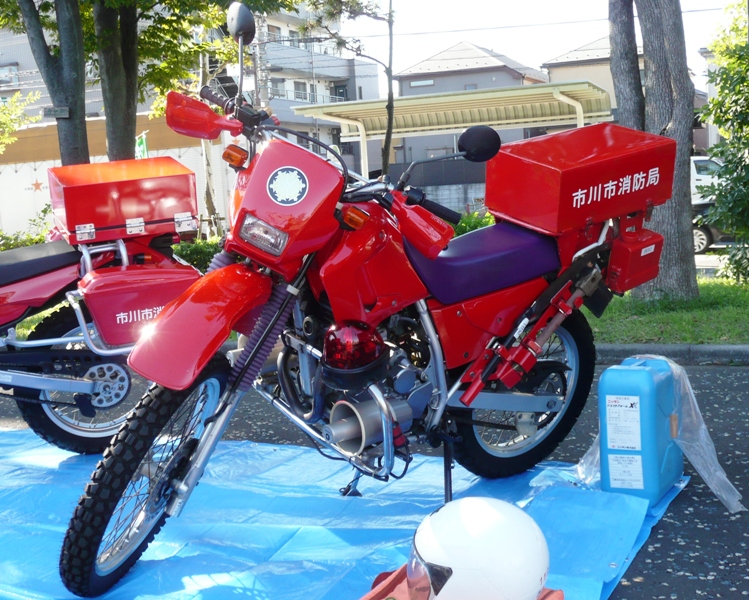
救急/消防バイク（市川市消防局）
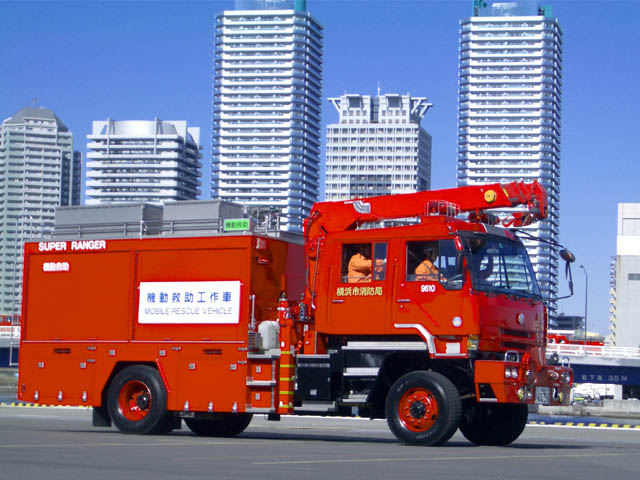
救助工作車（横浜市消防局）
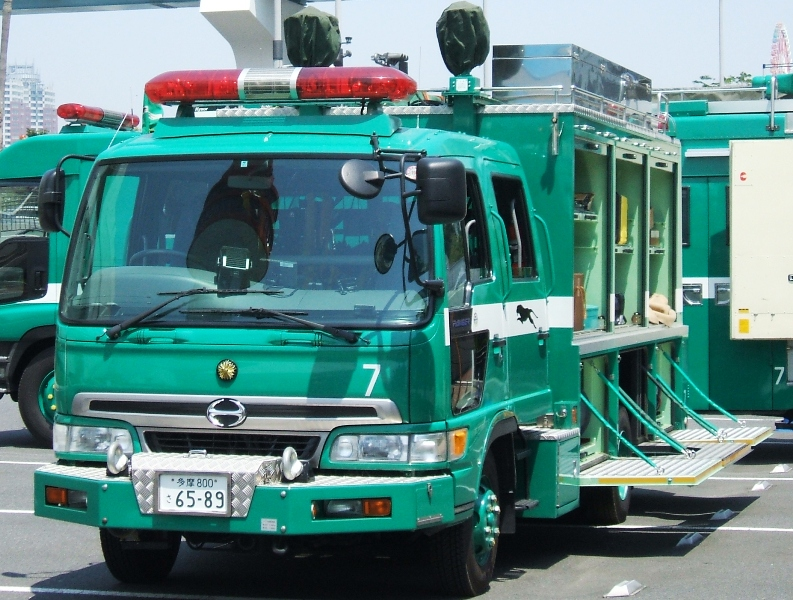
機動救助車（警視庁）
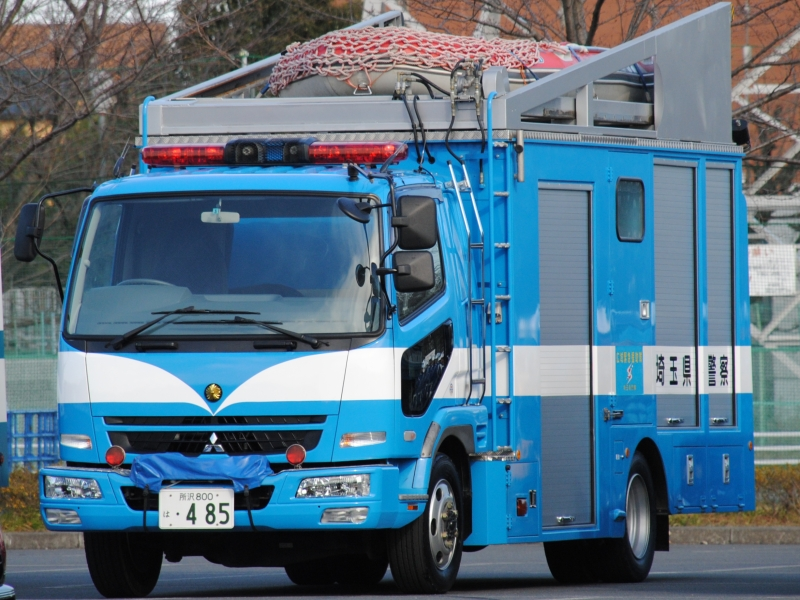
水難救助車（埼玉県警察）
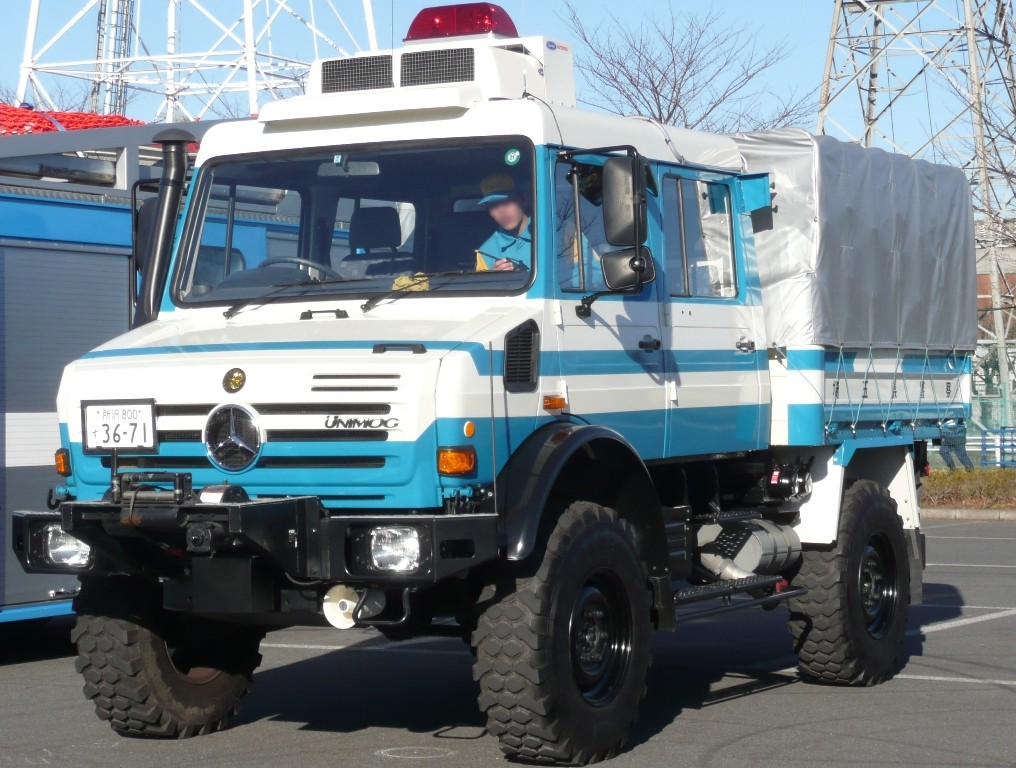
多目的災害活動車（警視庁）

救急車両

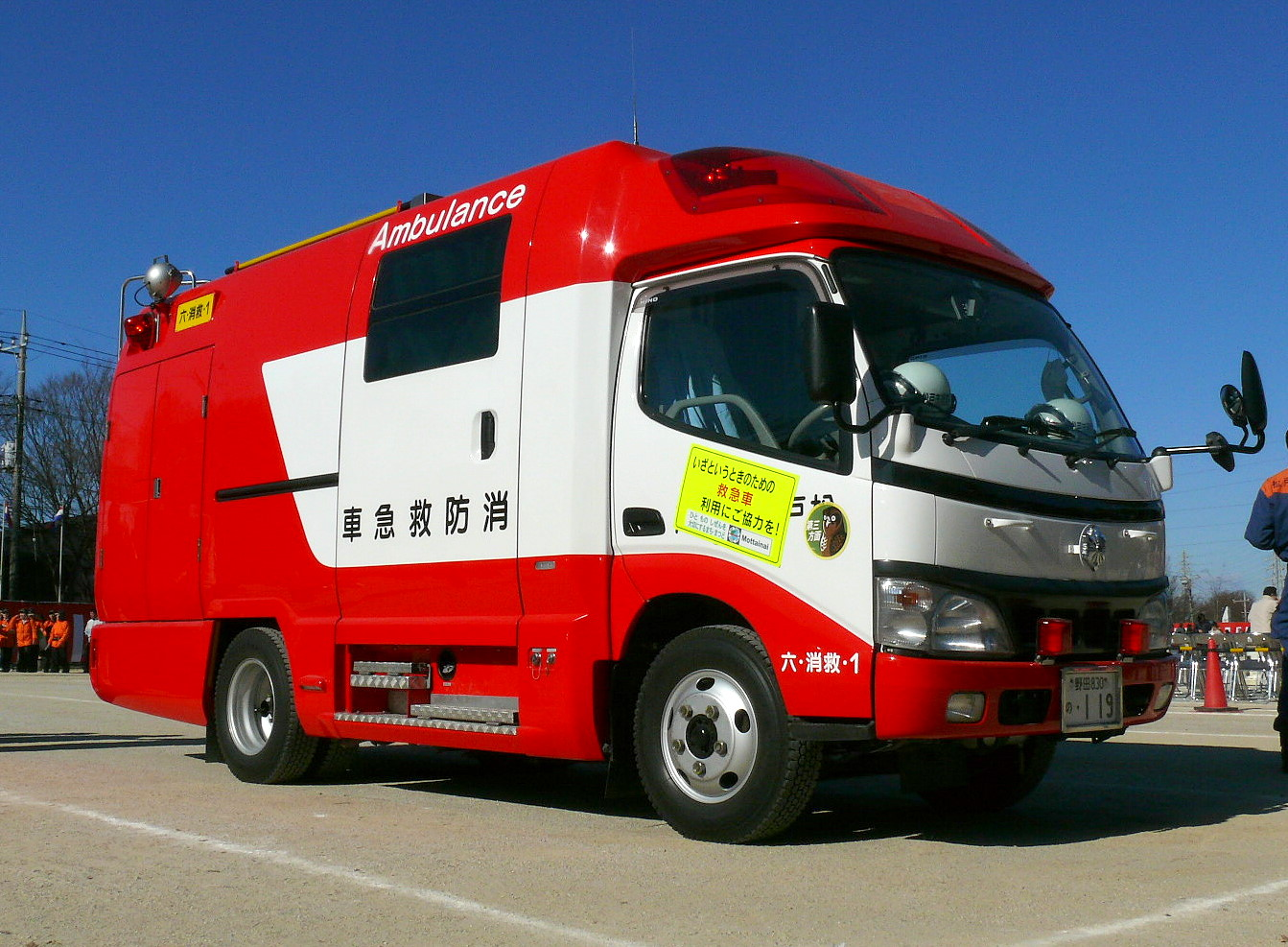
消救車（消防救急車）
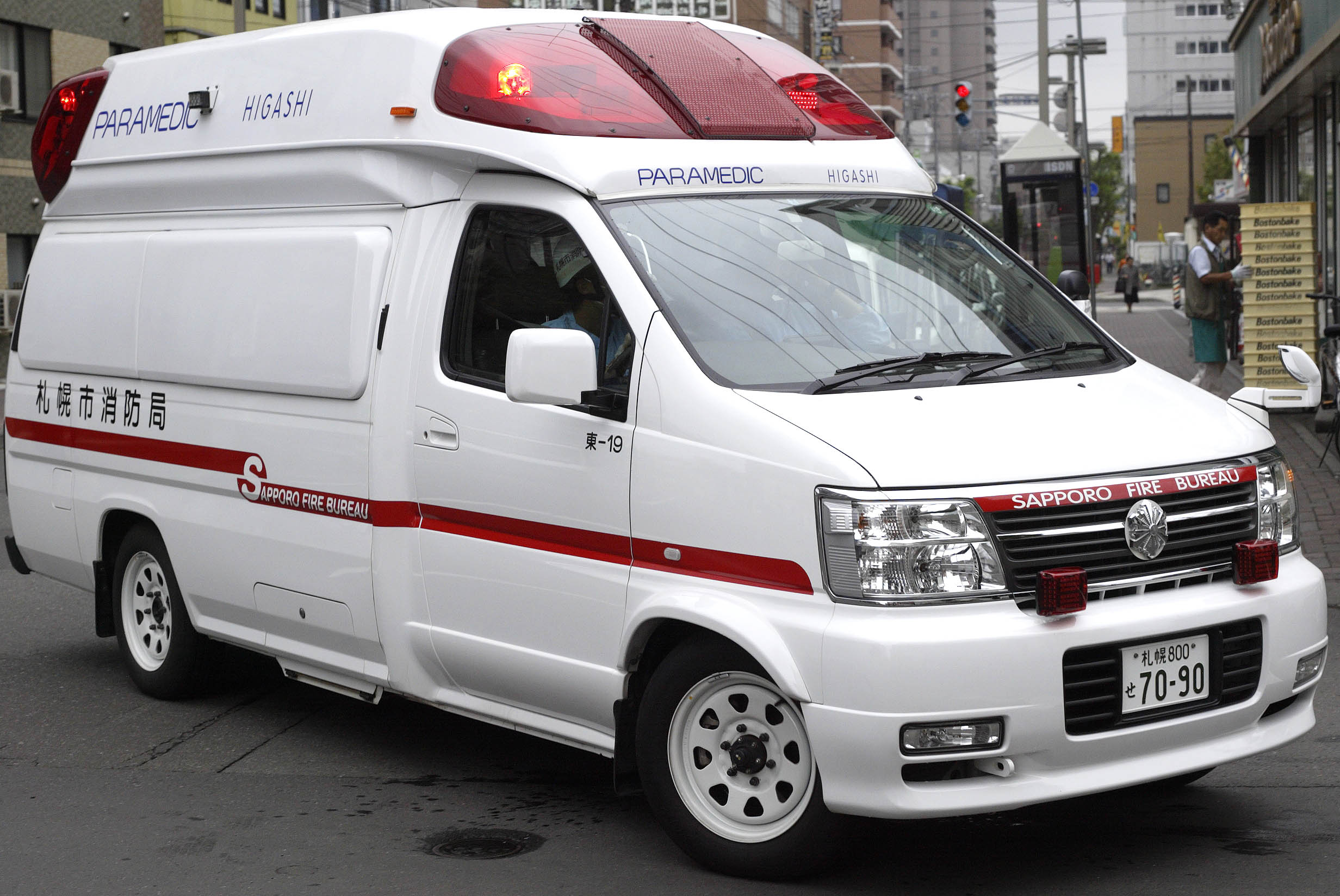
高規格救急車（札幌市消防局）
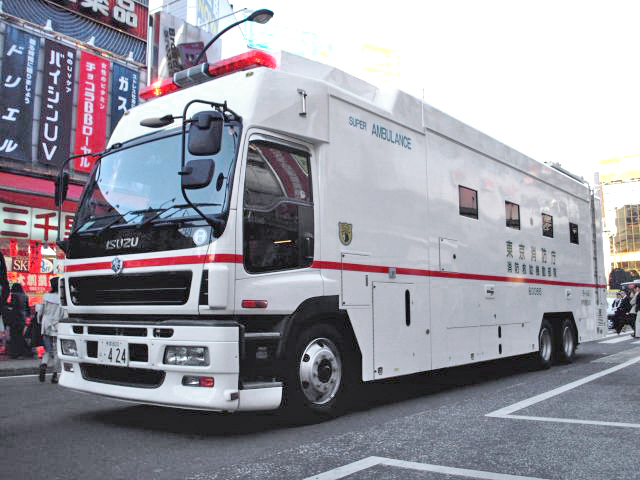
特殊救急車（東京消防庁）
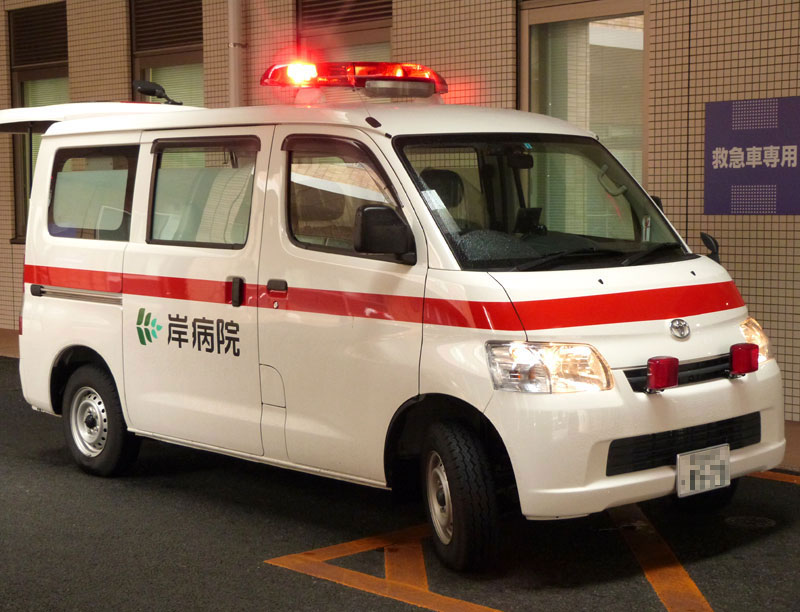
医療機関の救急車
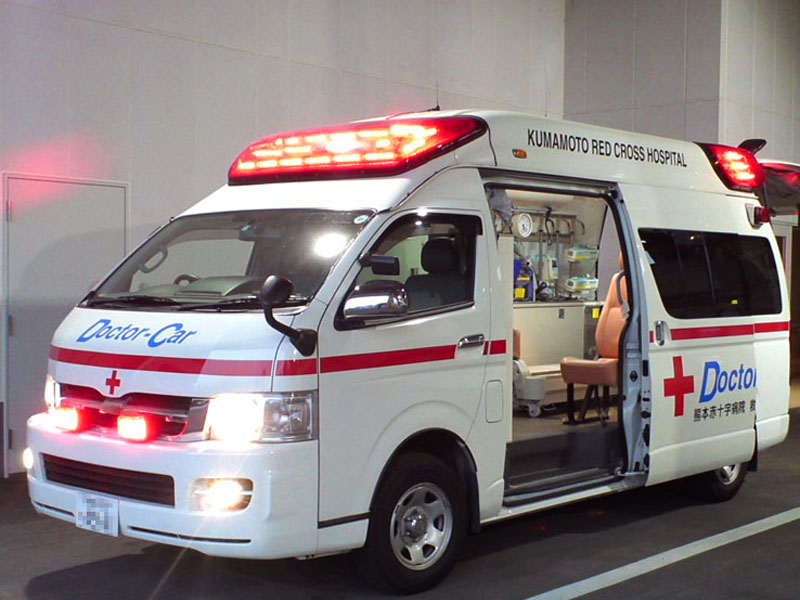
ドクターカー（熊本赤十字病院）
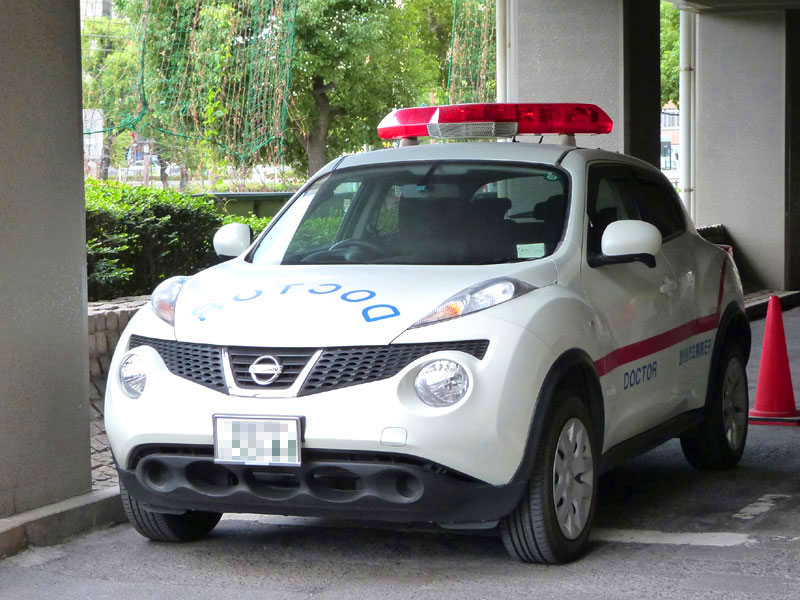
乗用車型ドクターカー（鹿児島市立病院）
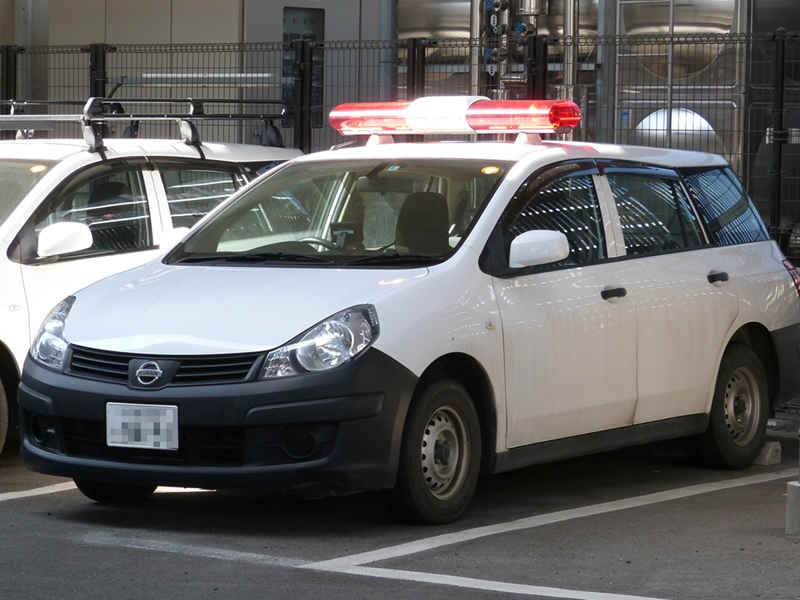
緊急往診車（ドクターカー）
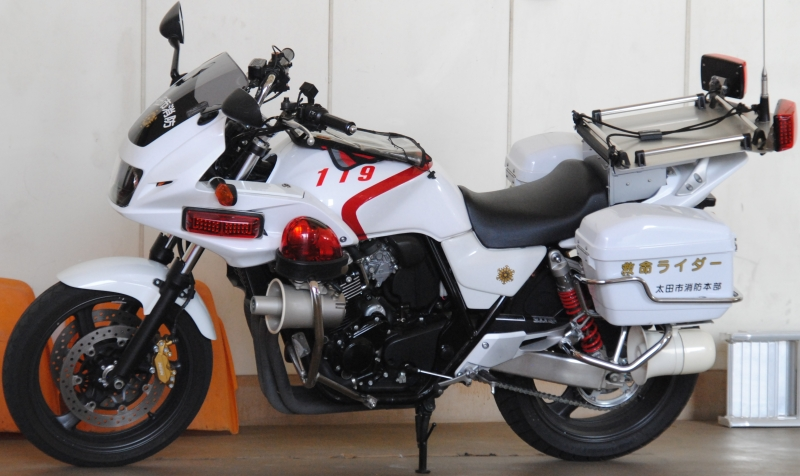
救急バイク（太田市消防本部救命ライダー）
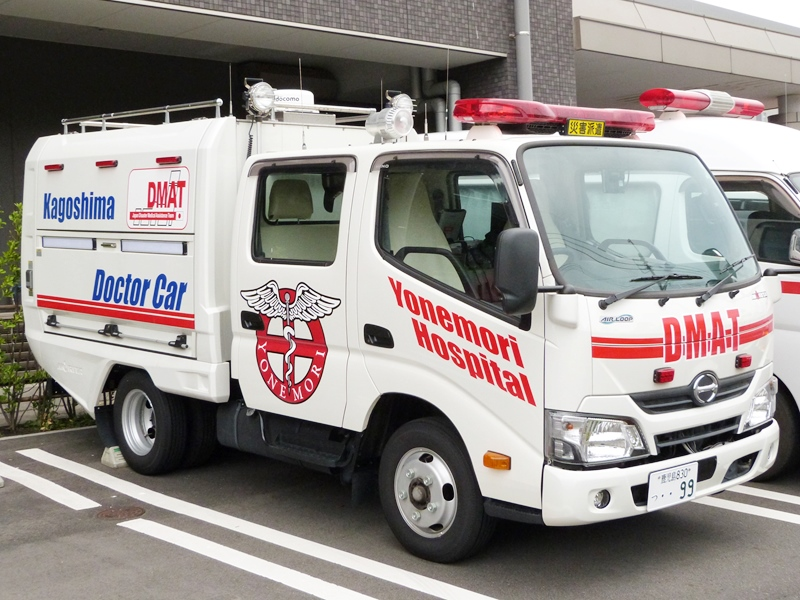
災害医療用 DMATカー
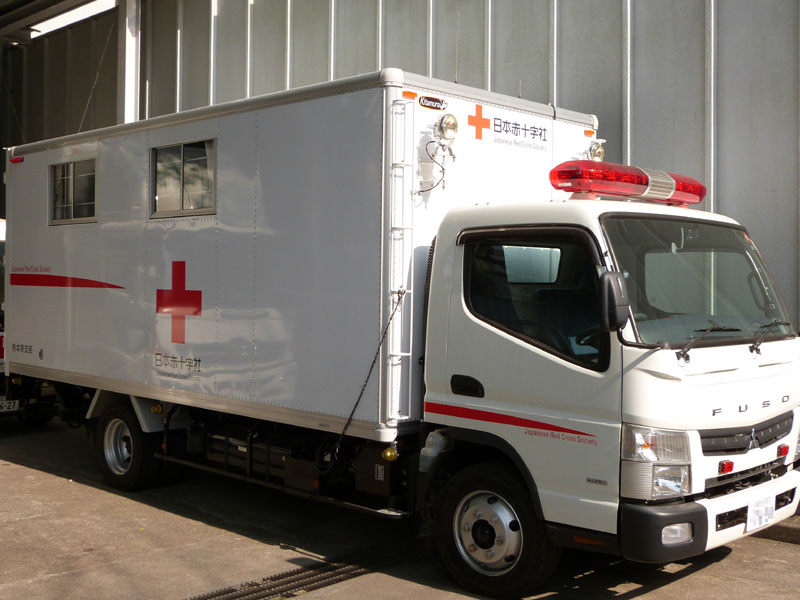
赤十字の災害医療トラック
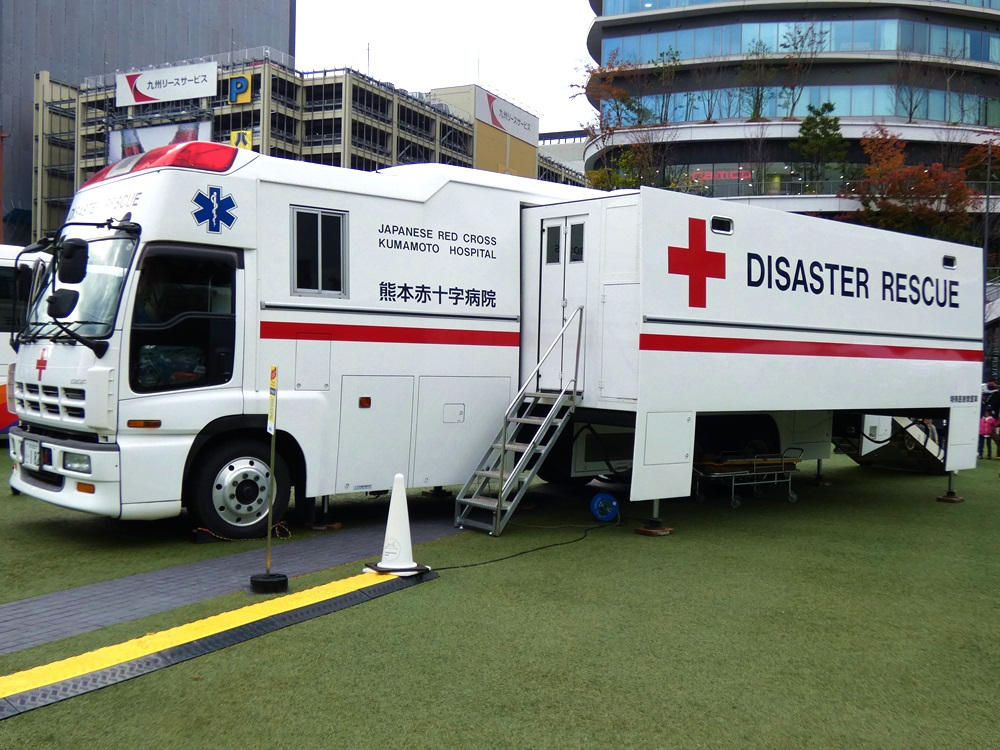
特殊医療救護車 [127] （熊本赤十字病院）
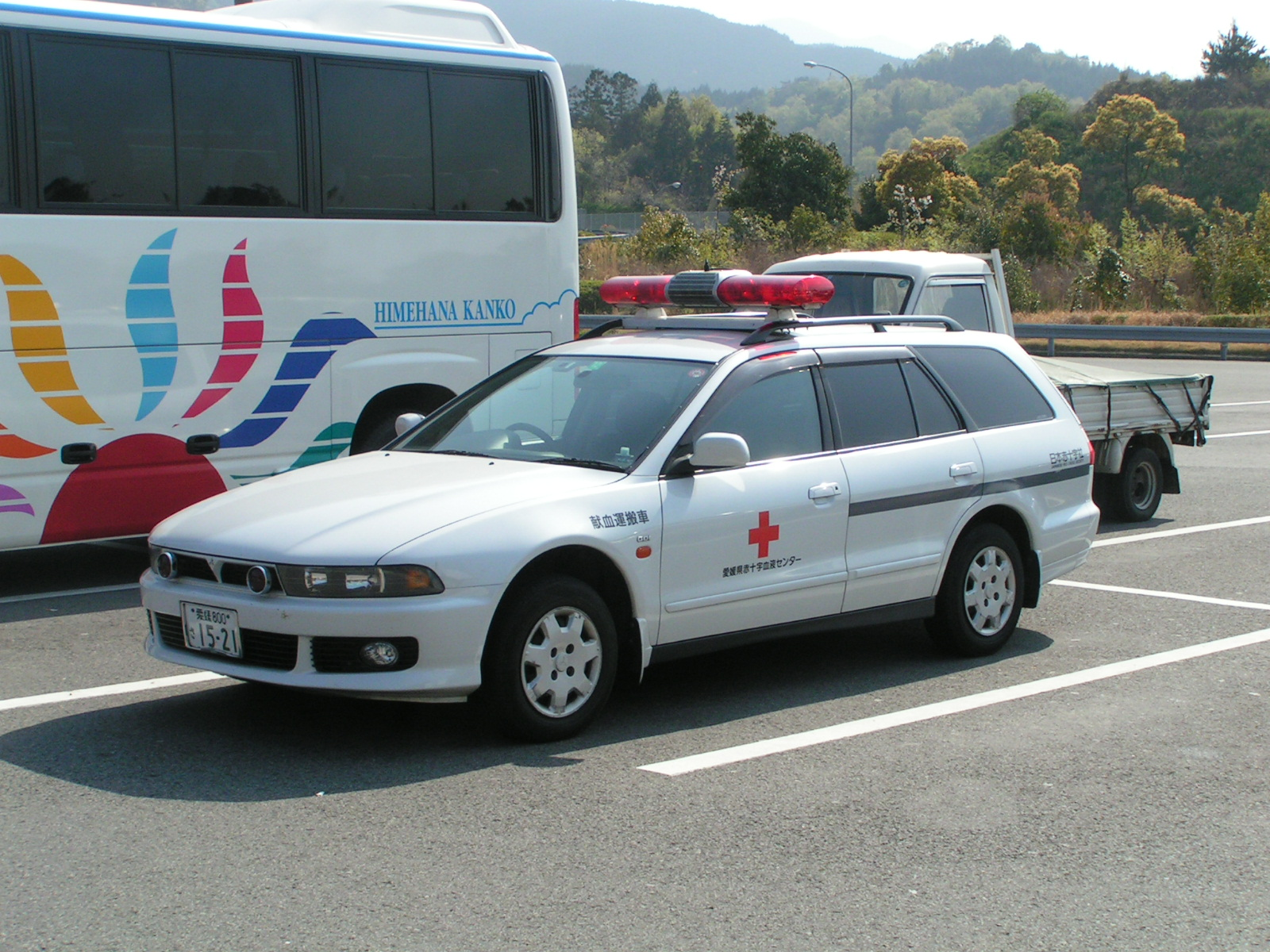
血液運搬車（日本赤十字社愛媛県支部）
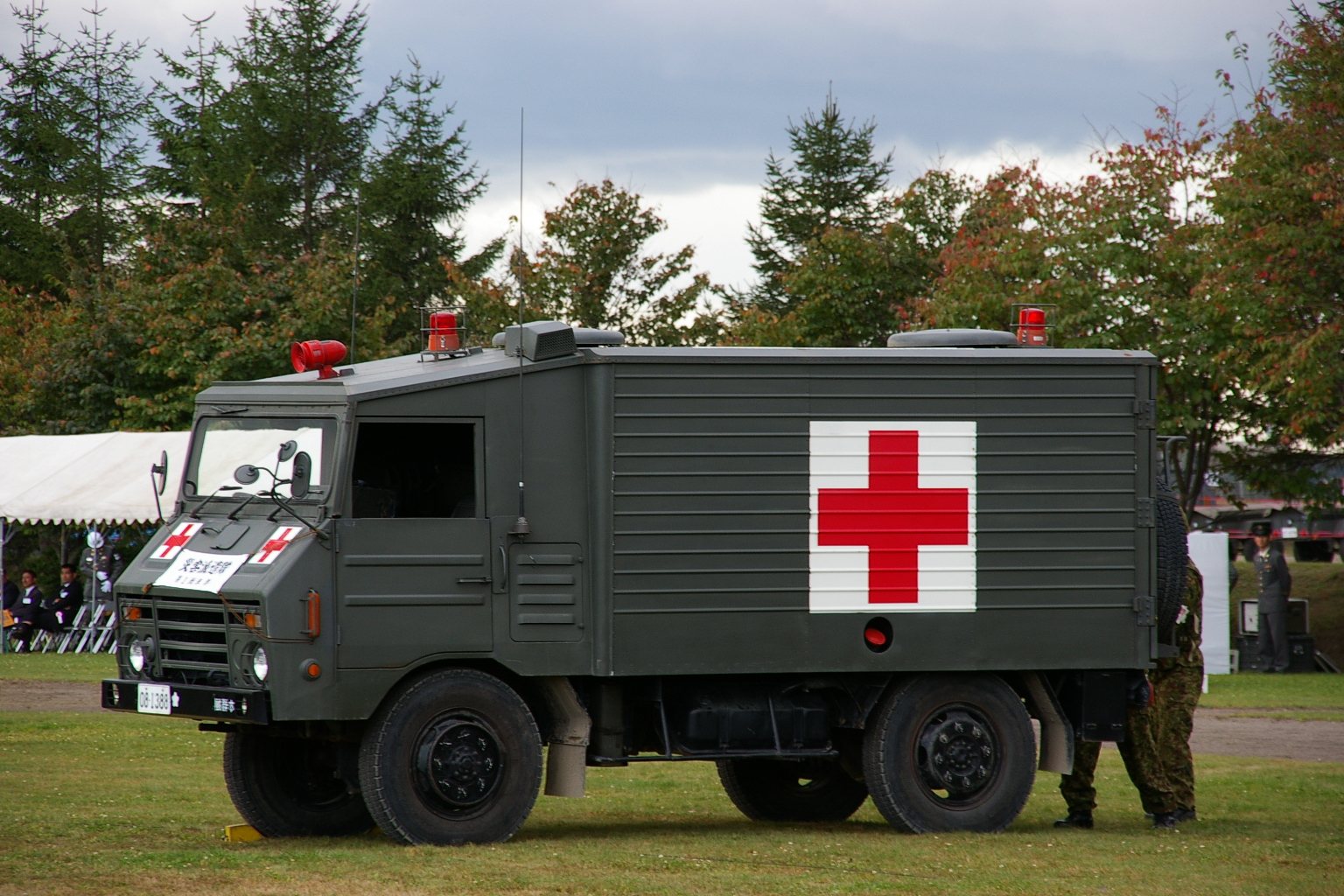
1トン半救急車 [128] （陸上自衛隊　衛生科）
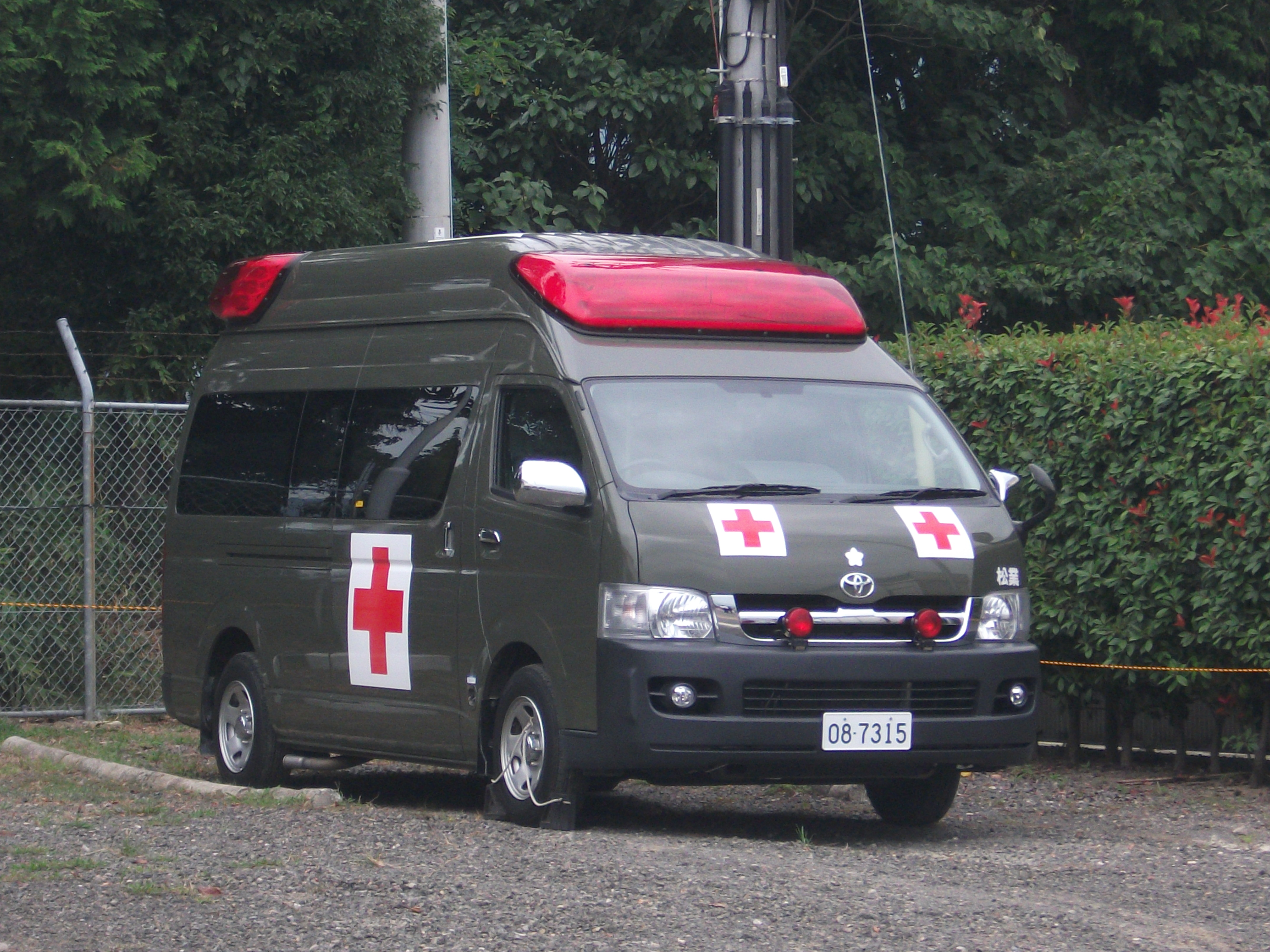
陸上自衛隊の救急車
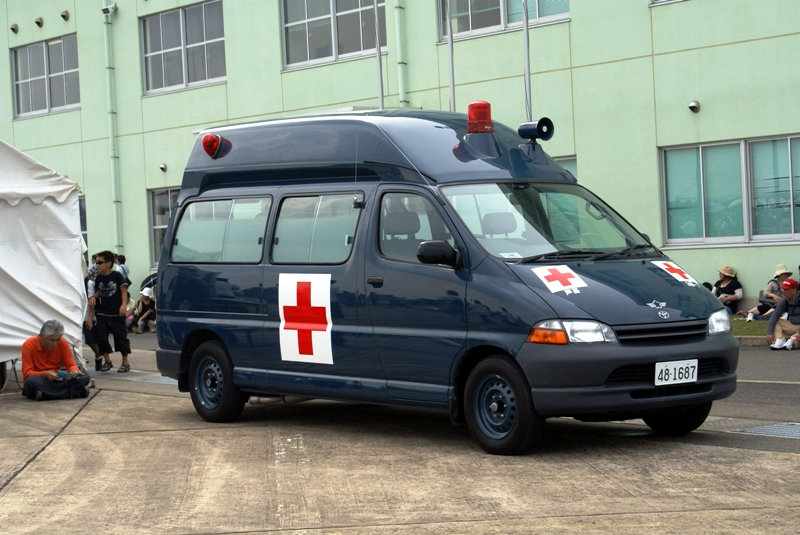
航空自衛隊の救急車

自衛隊車両

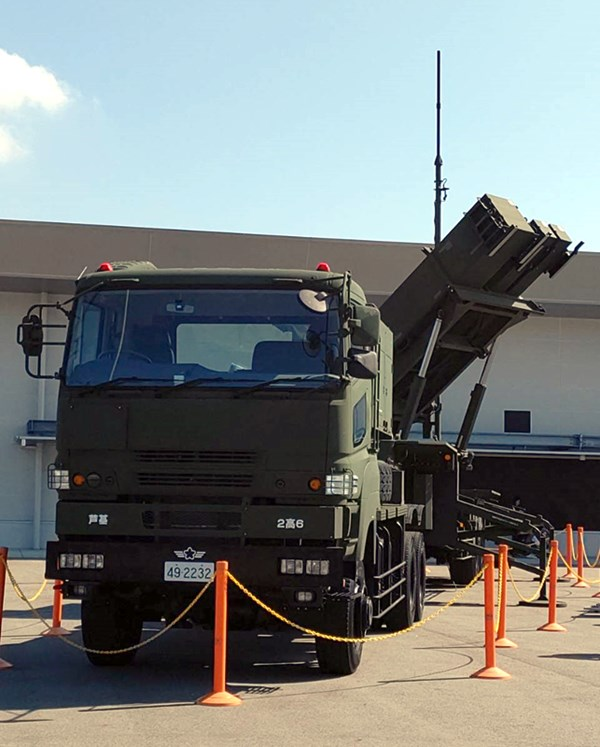
PAC-3 地対空誘導ミサイル車
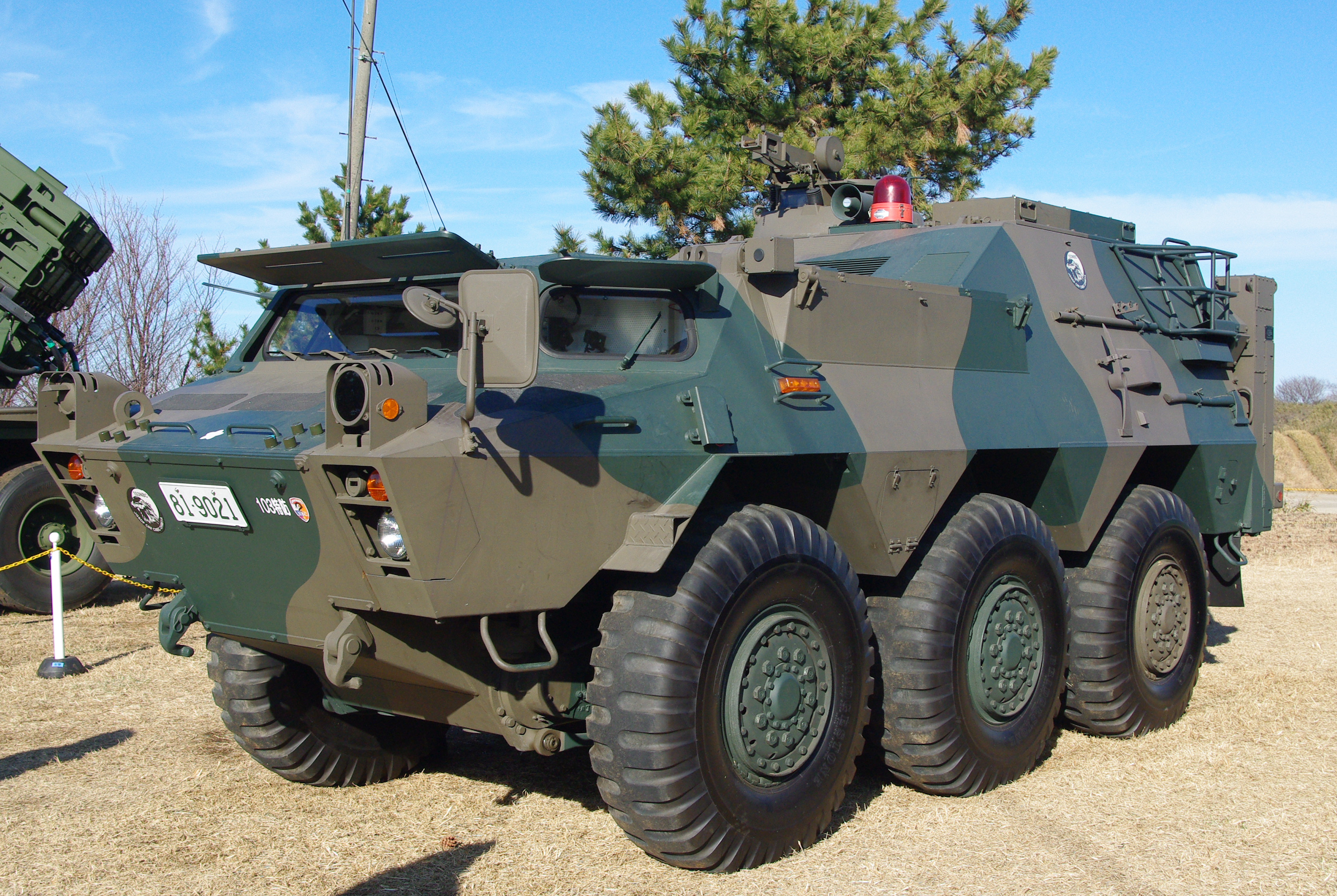
化学防護車（陸上自衛隊）
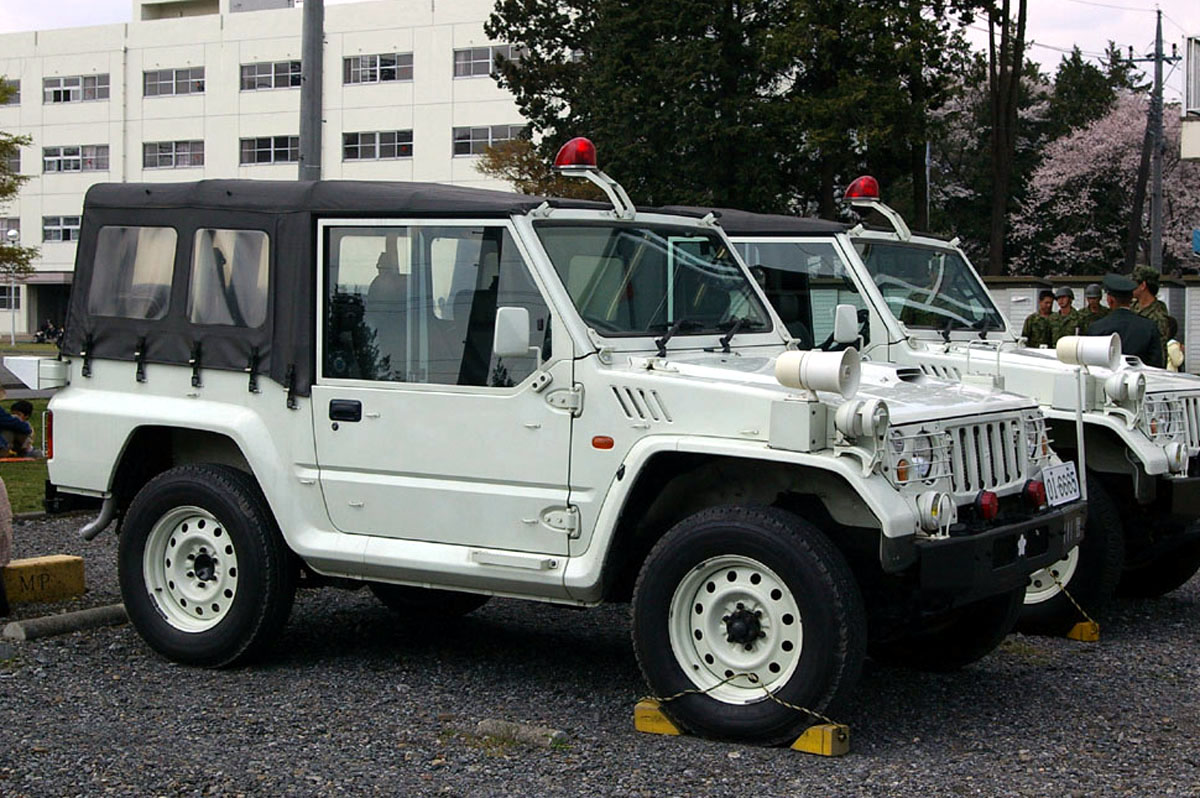
自衛隊の警務車両

民間の緊急車両や災害の応急復旧車両など

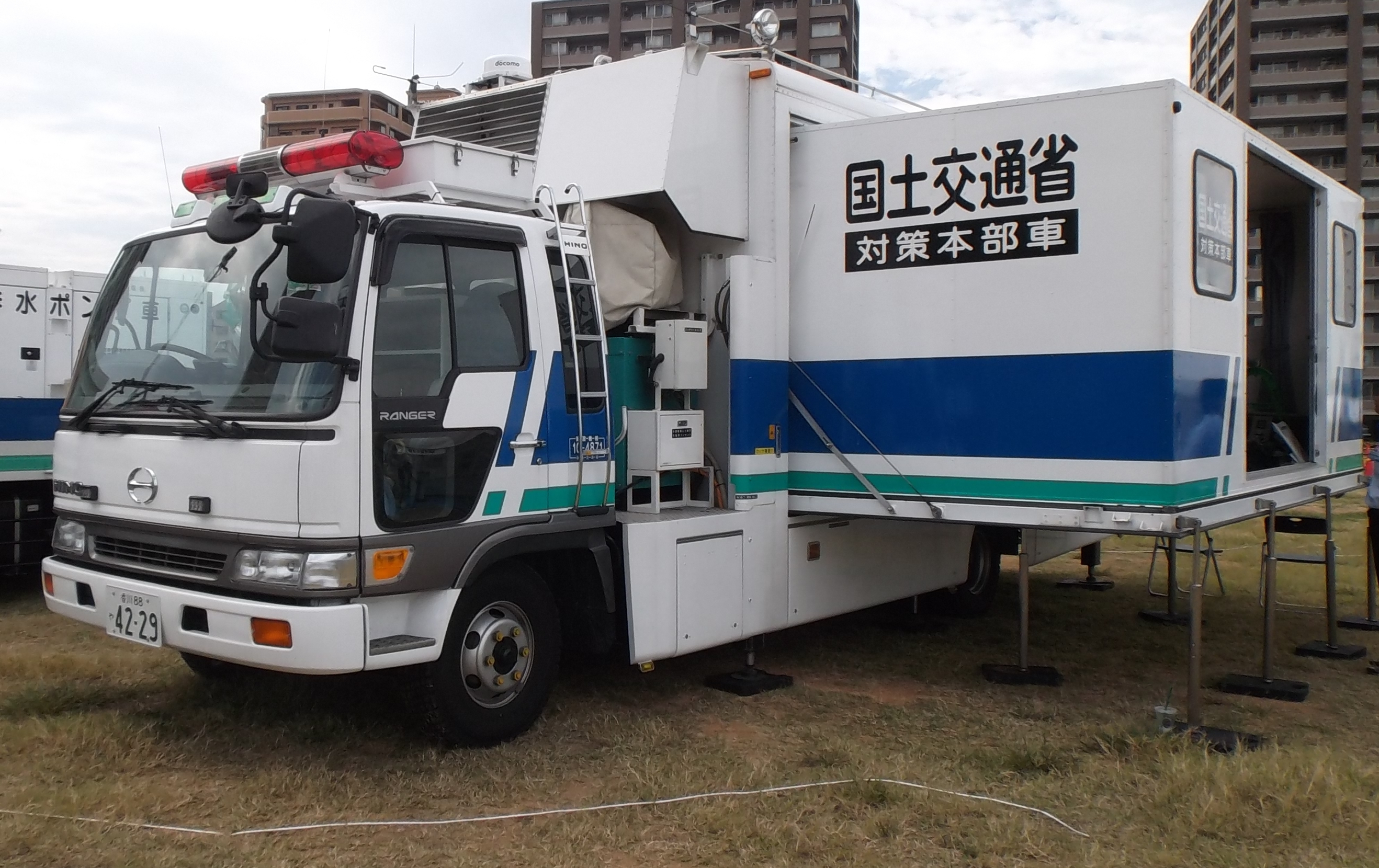
災害対策本部車（国土交通省）
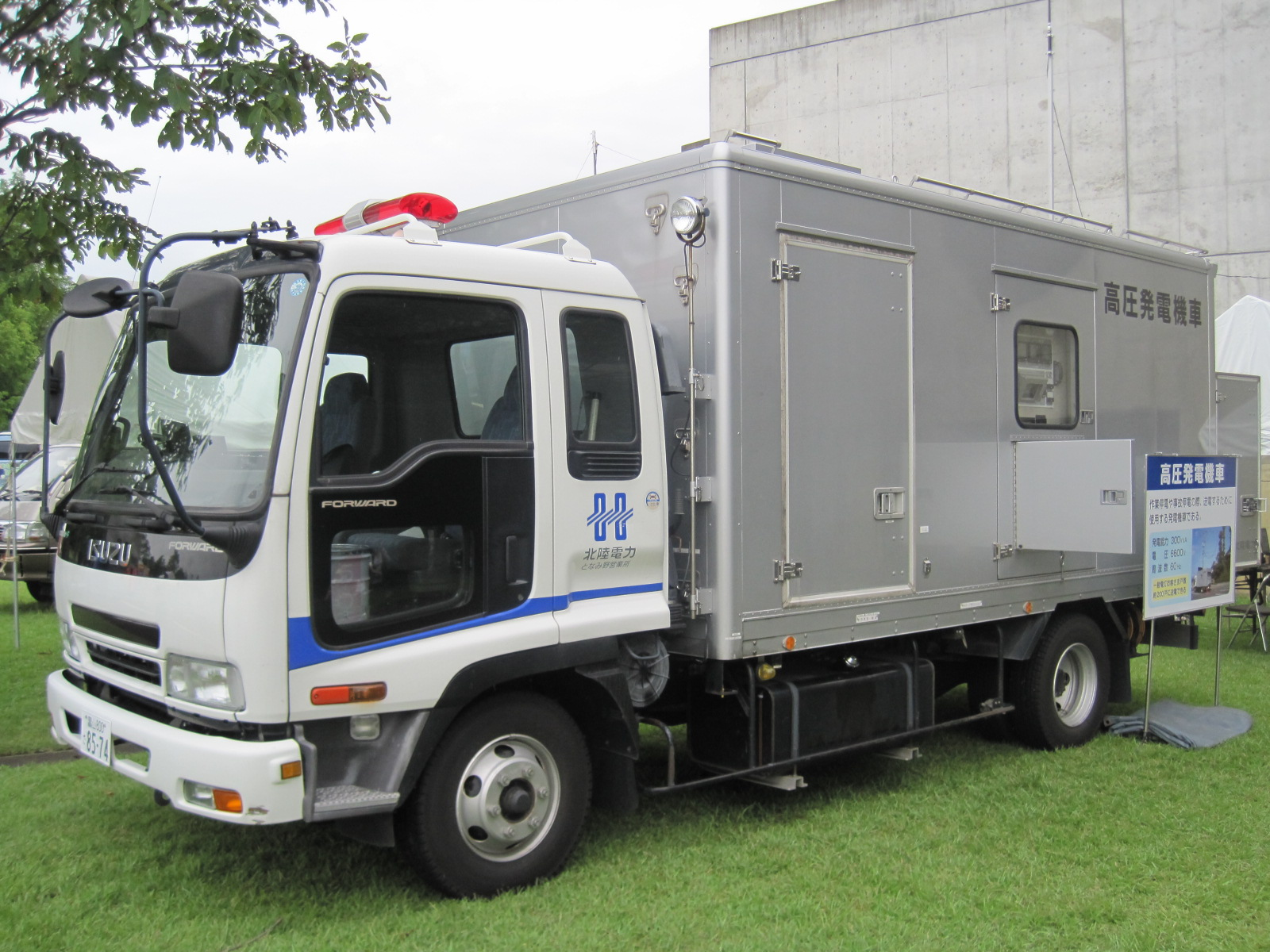
高圧発電機車（北陸電力）
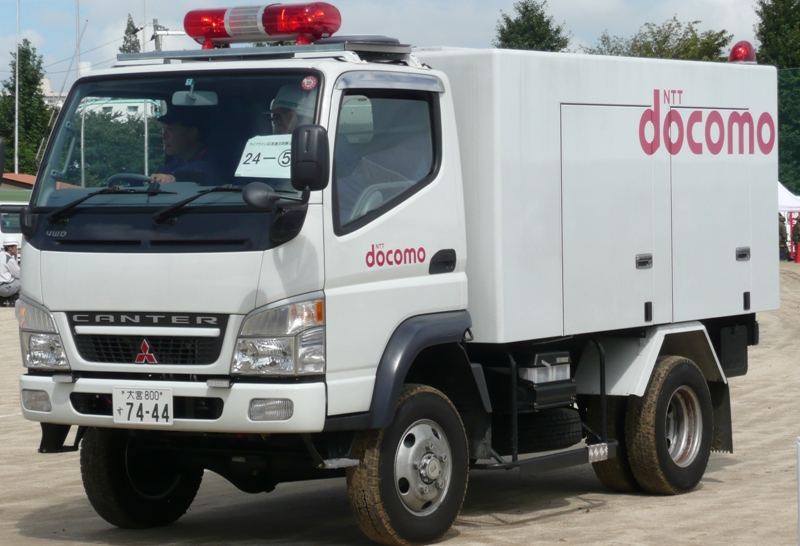
移動電源車（NTTドコモ）
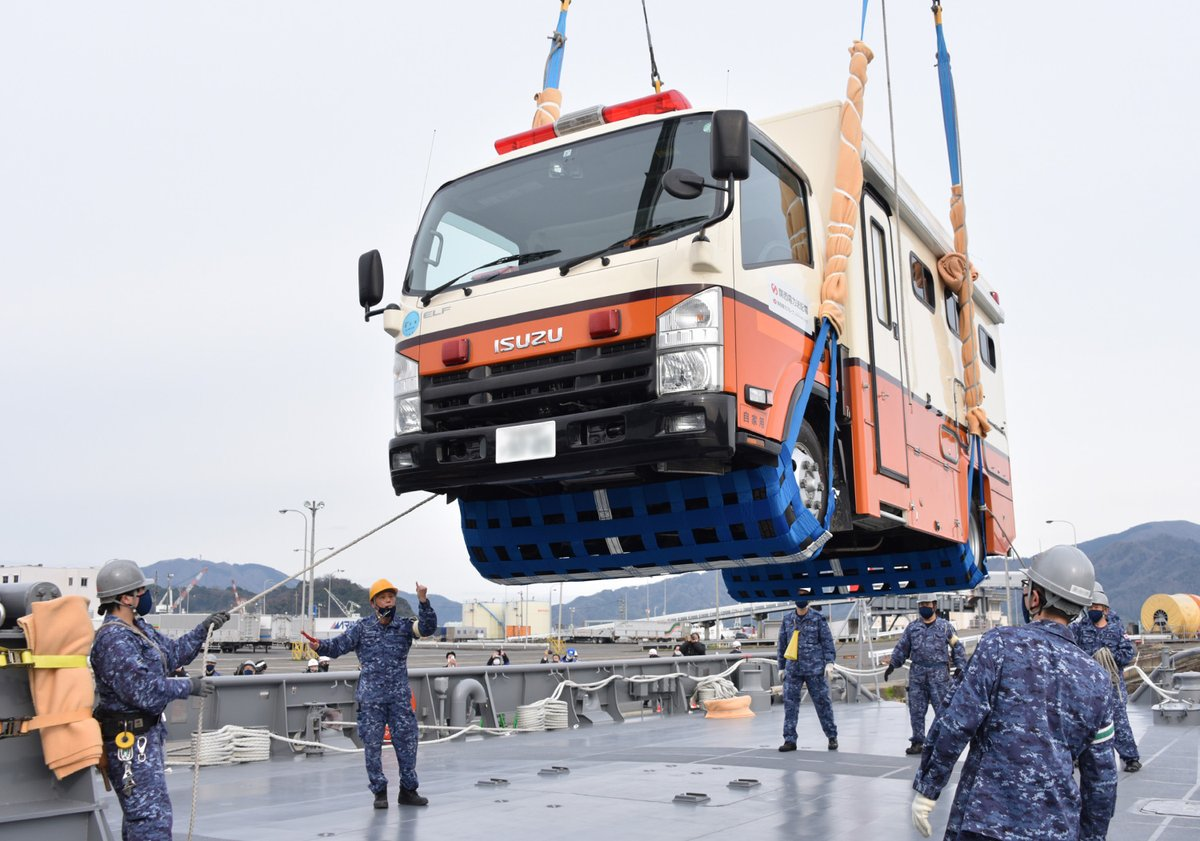
電力復旧車両（関西電力）
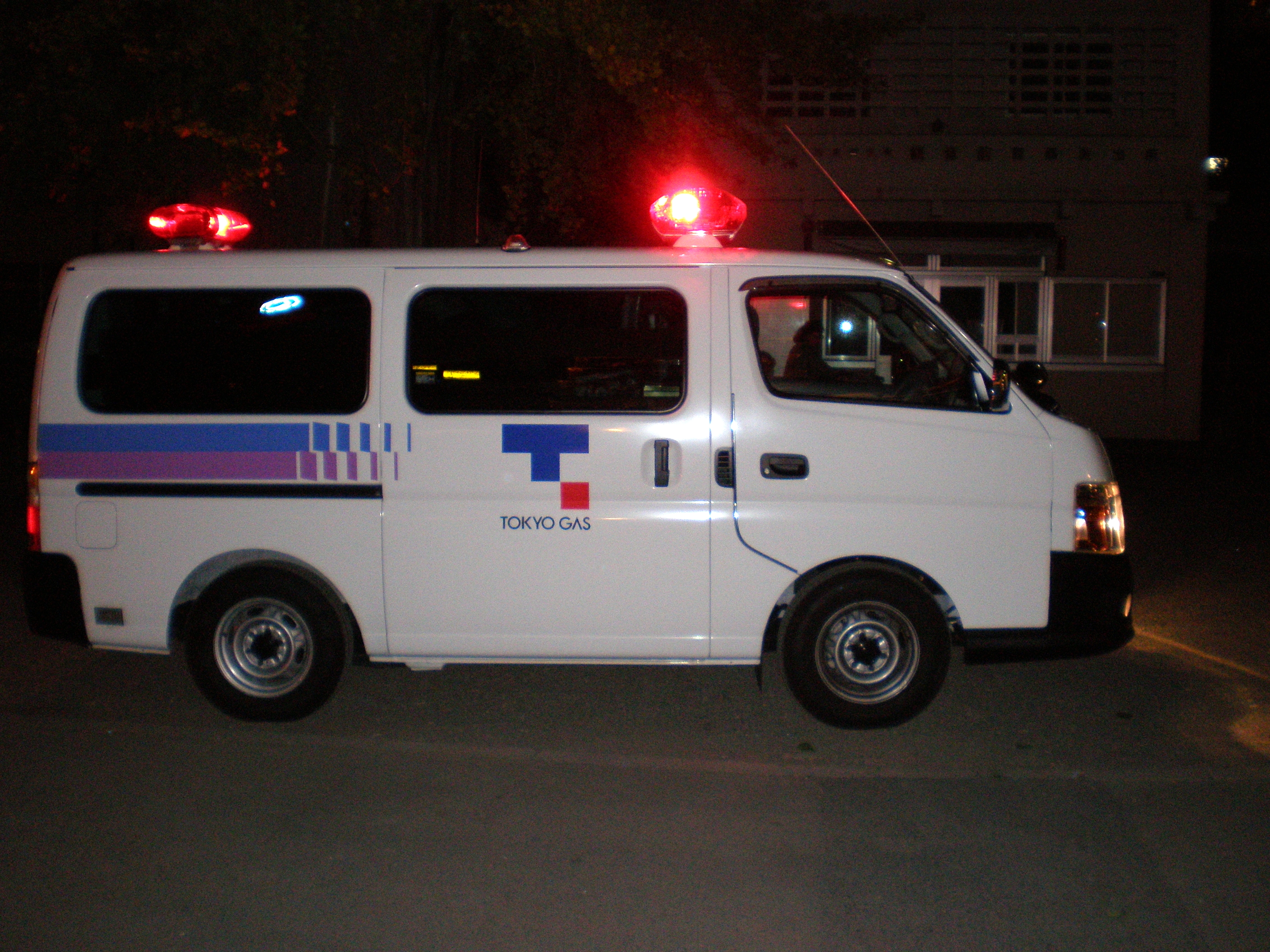
ガス緊急作業車（東京ガス）
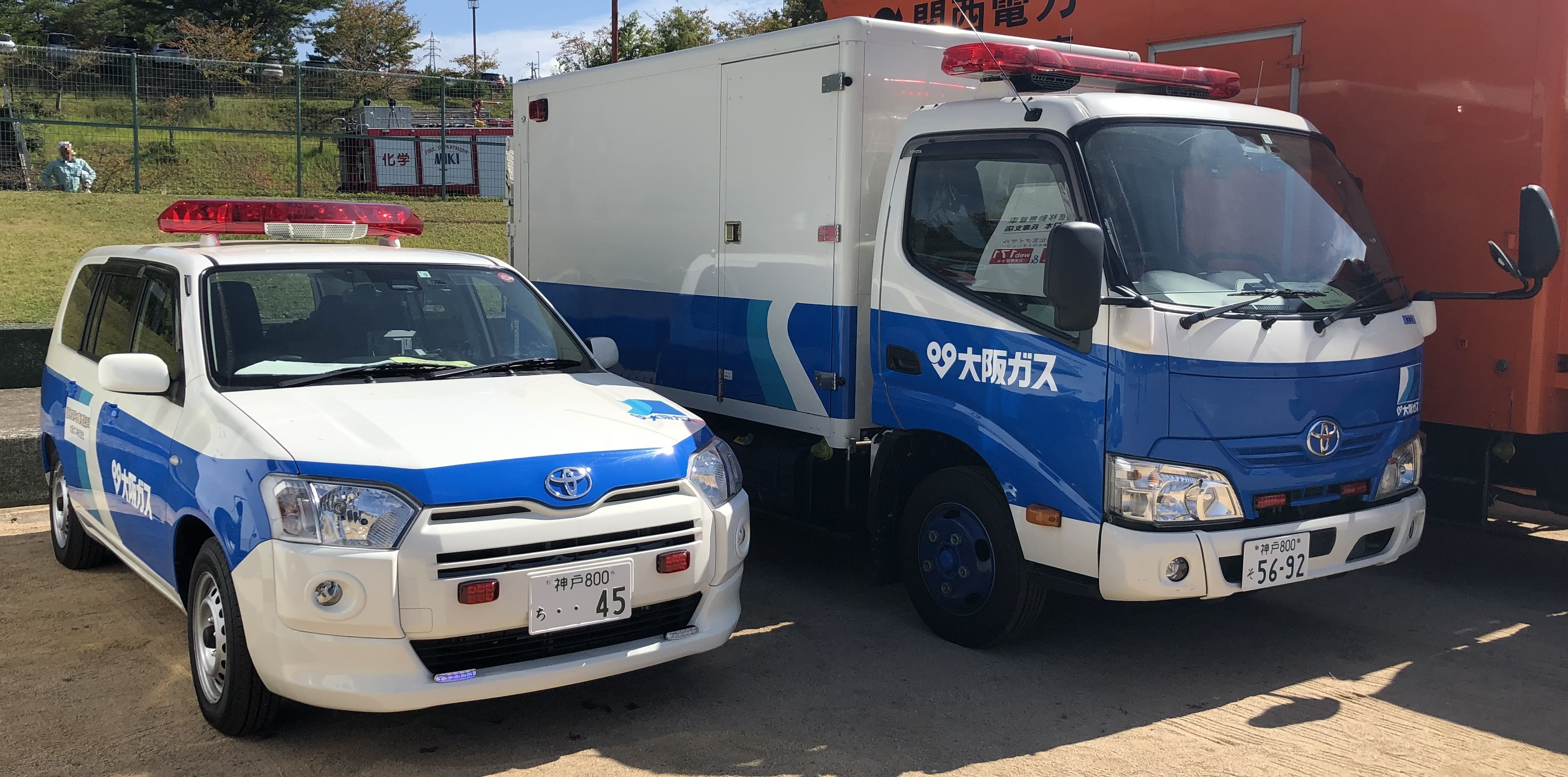
ガス緊急作業車（大阪ガス）
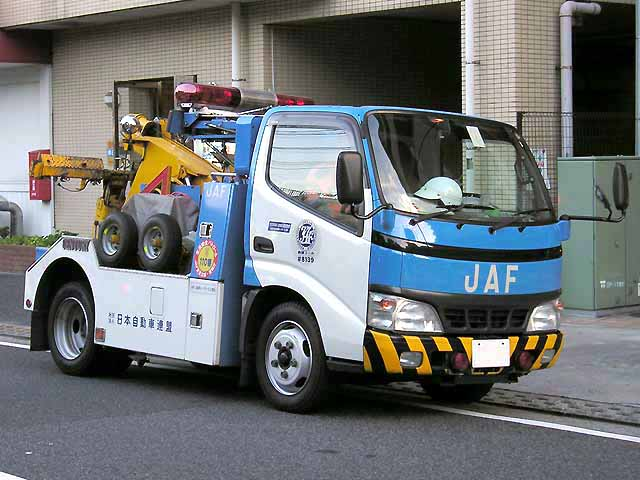
レッカー車（日本自動車連盟）
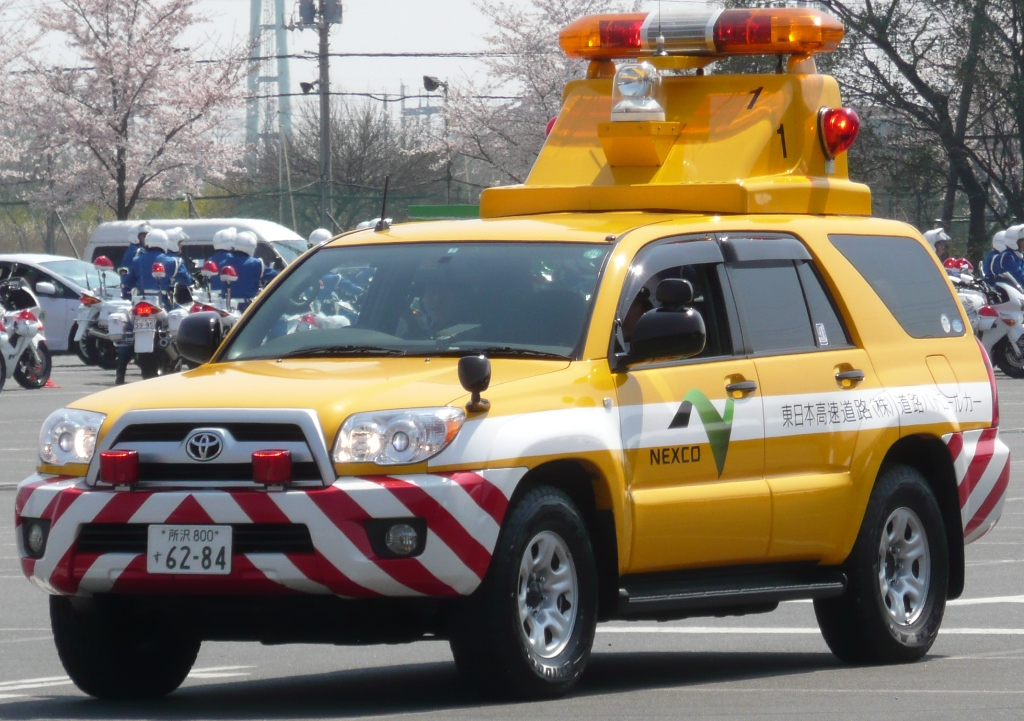
道路パトロールカー（NEXCO東日本）
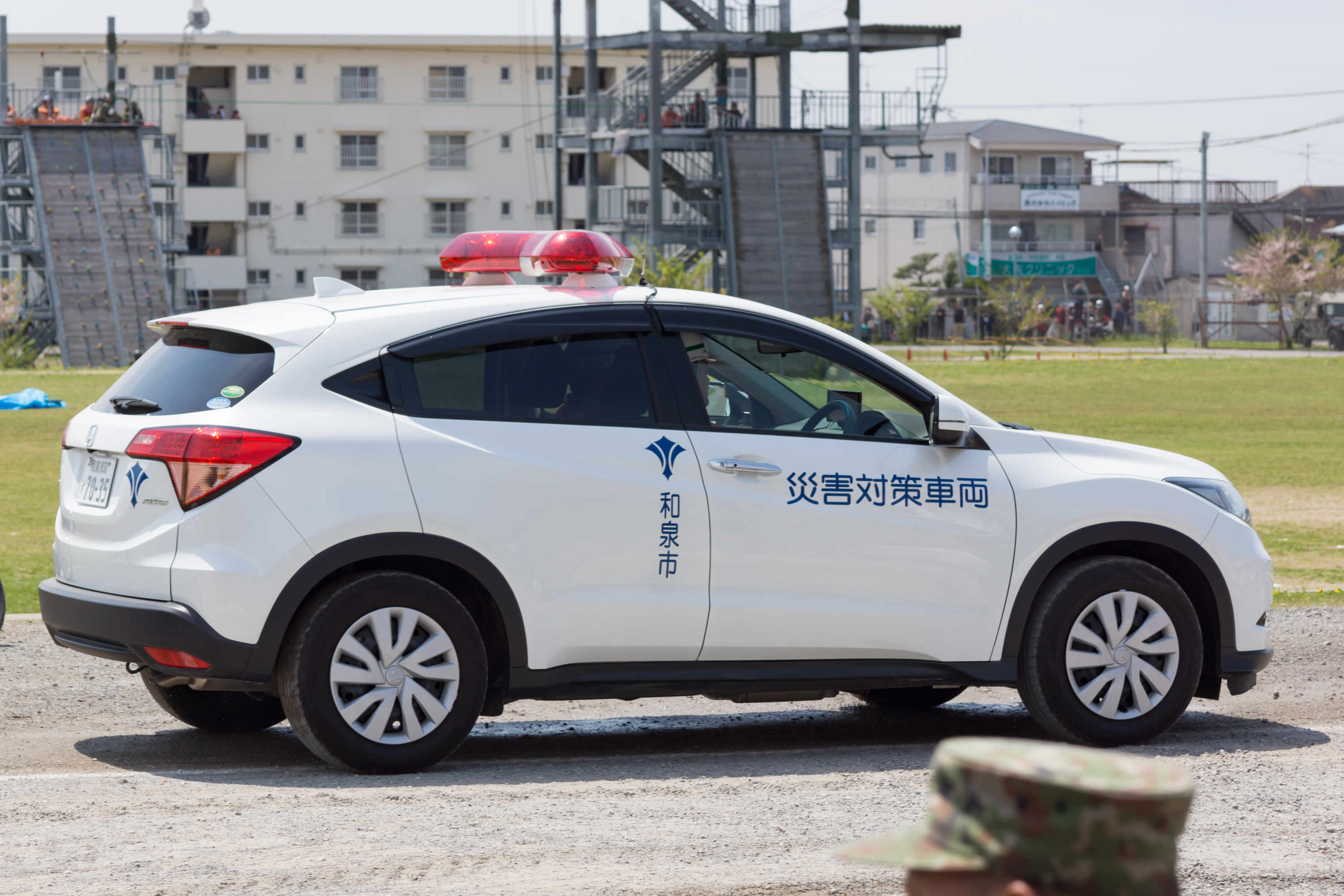
災害派遣車両（和泉市）

その他、鉄道緊急車両（JR・名古屋鉄道 他）や建設局緊急車両（東京都建設局・大阪市建設局 他）、水道局緊急車両などある。
警察車両・警護車両

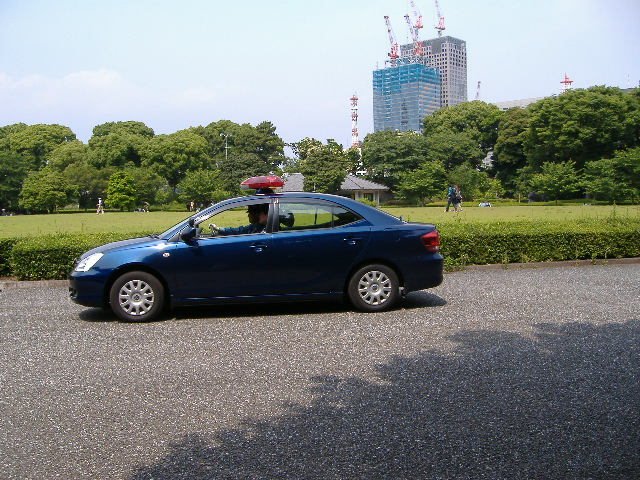
警護車（皇宮警察）
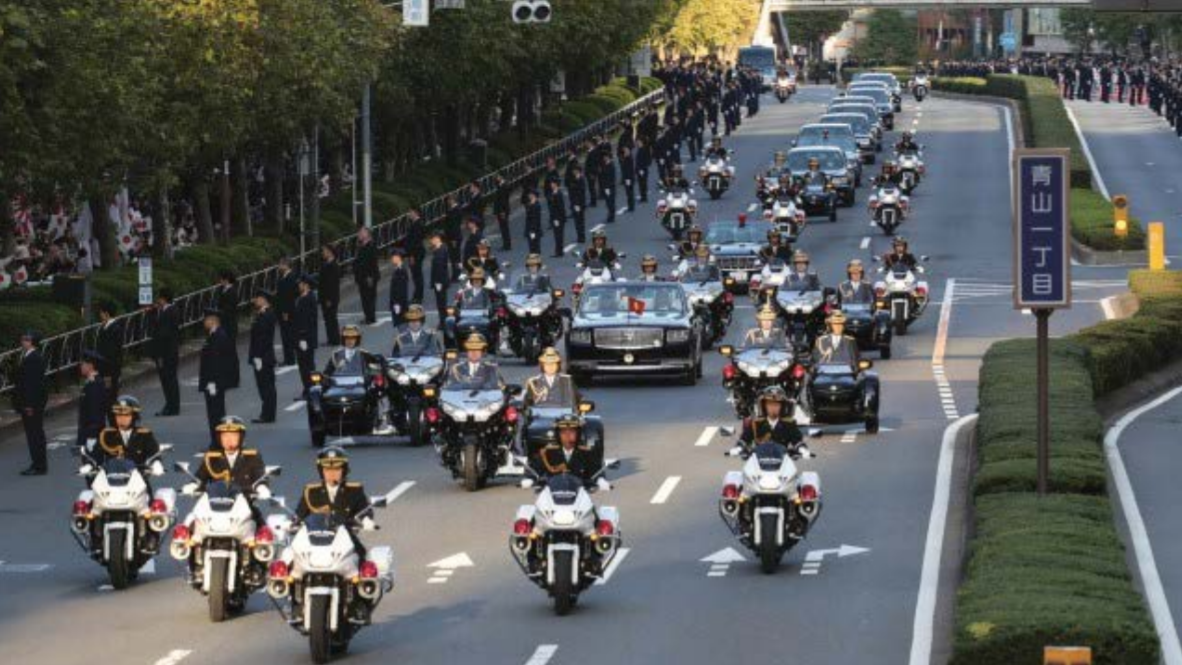
警護車列 [白バイ・側車・警護車][130] （皇宮警察）
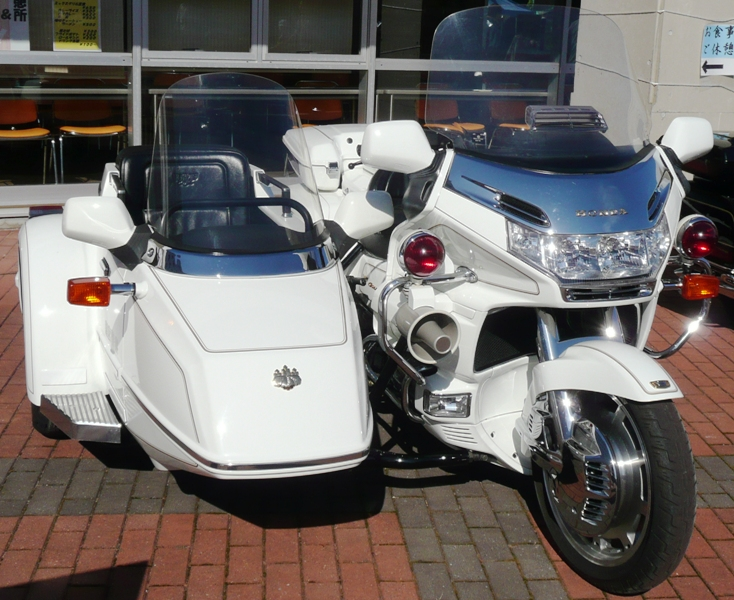
側車（サイドカー） （皇宮警察）
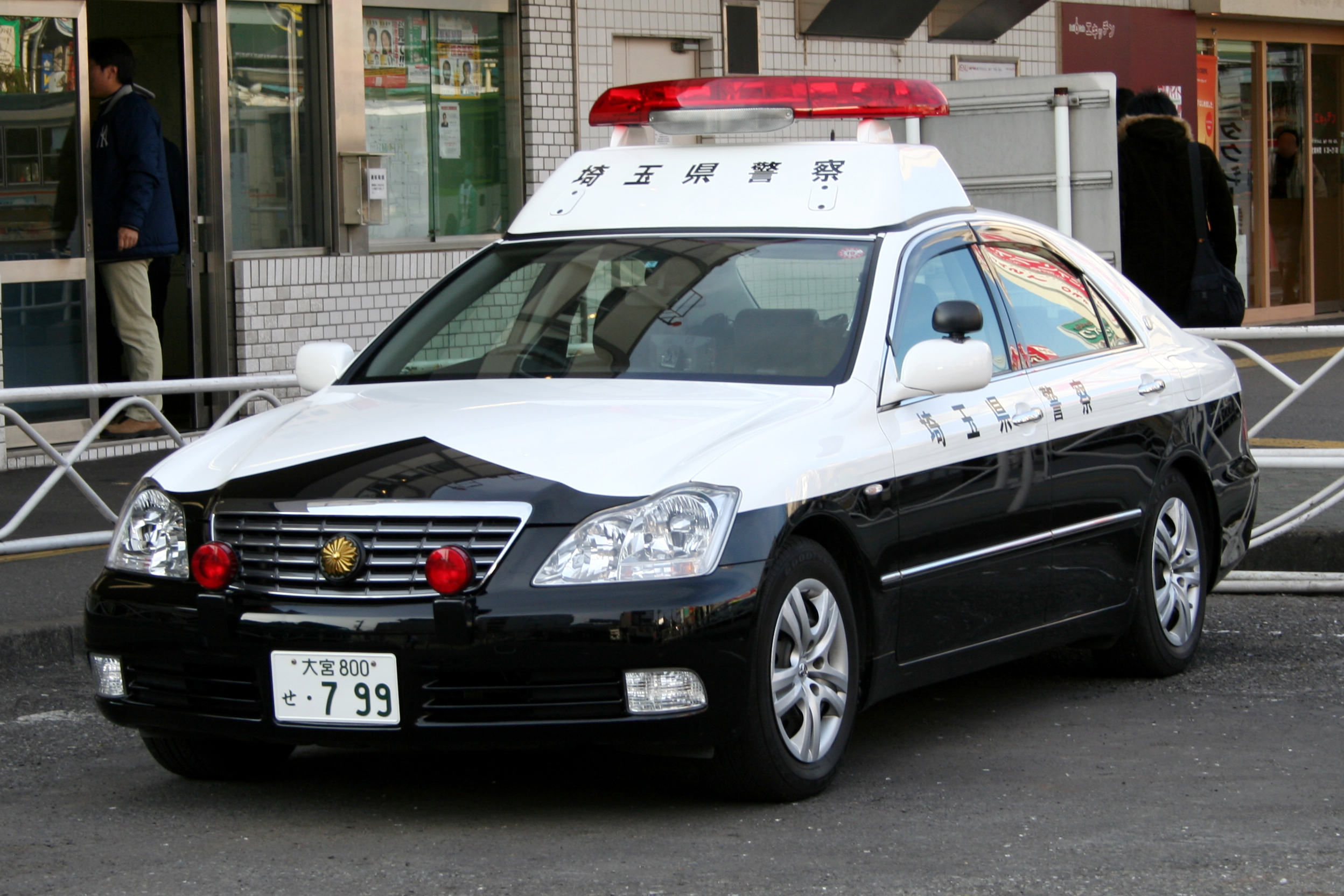
パトカー（埼玉県警察）
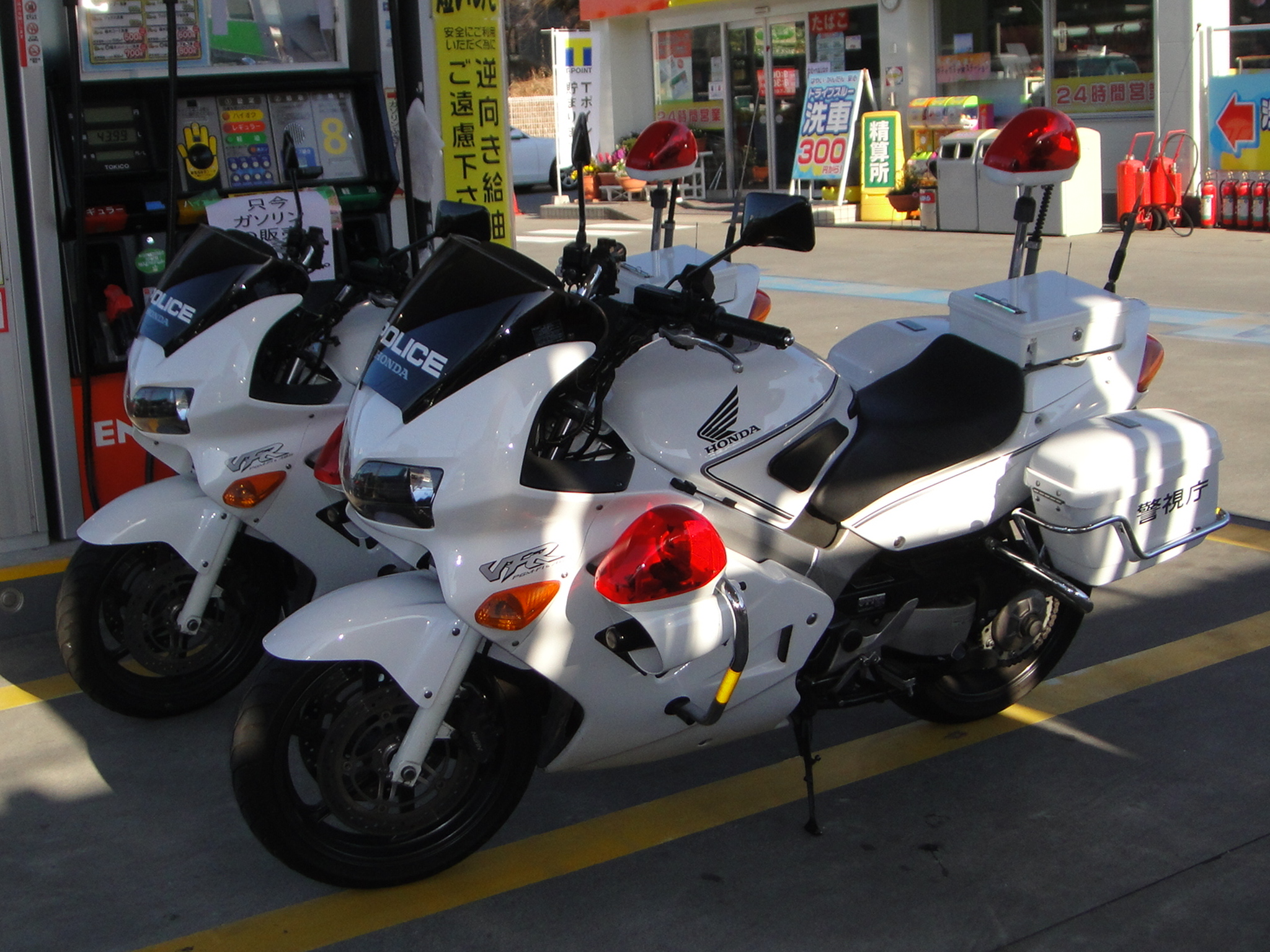
白バイ（警視庁）
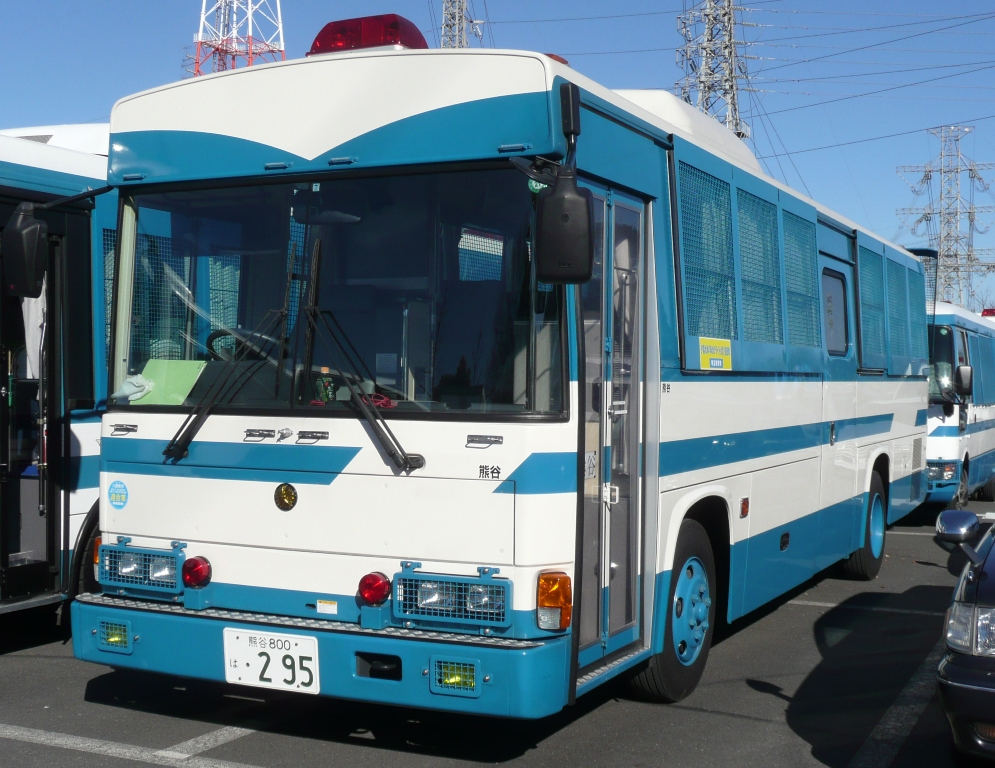
人員輸送車（大型輸送車）
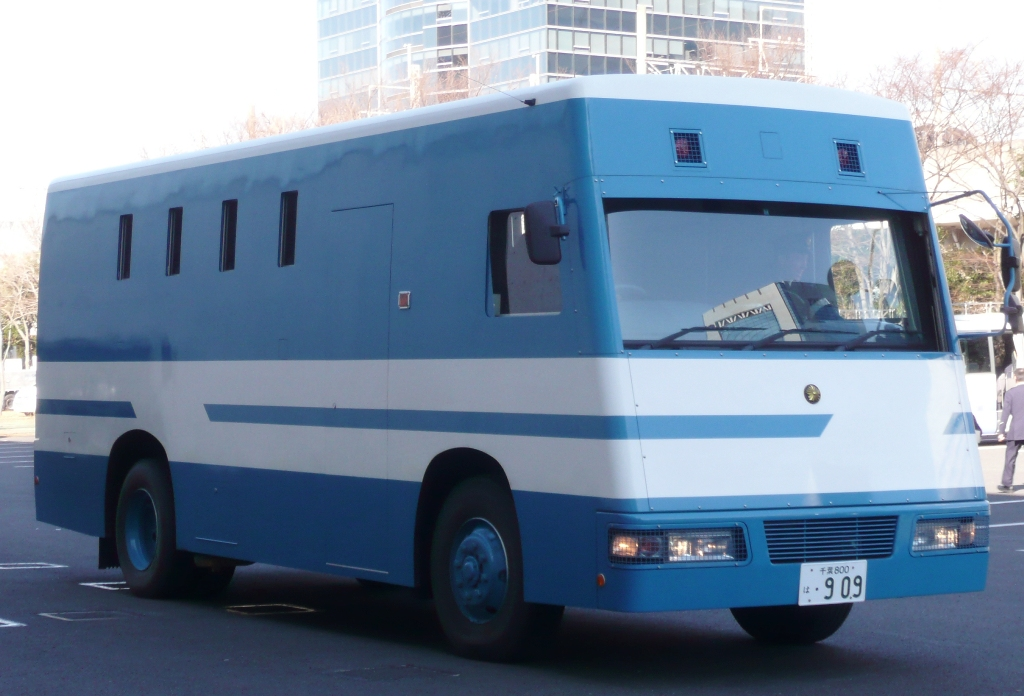
常駐警備車
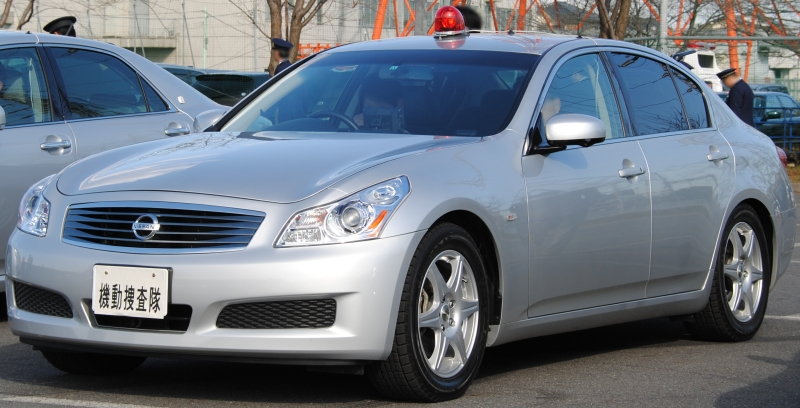
覆面パトカー（機動捜査隊）
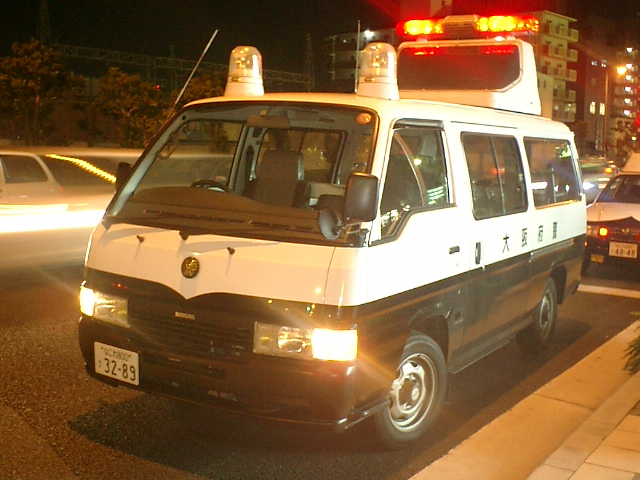
事故処理車（大阪府警察　交通課）
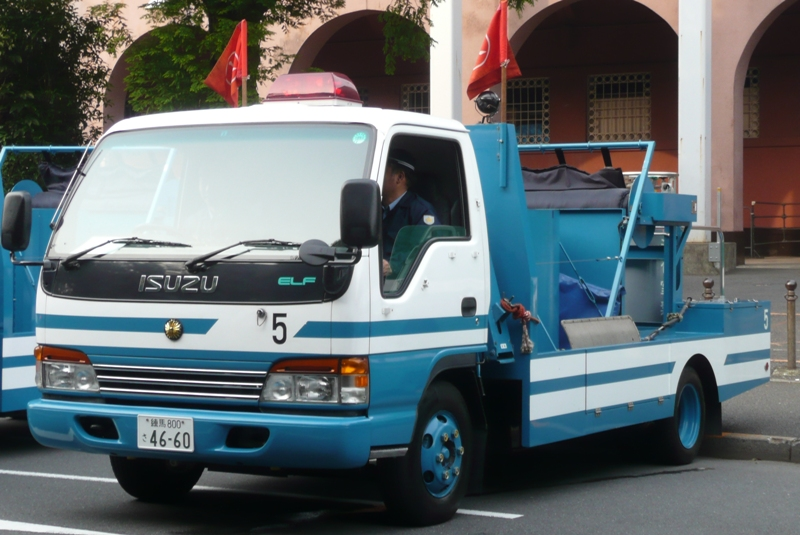
爆発物処理筒車
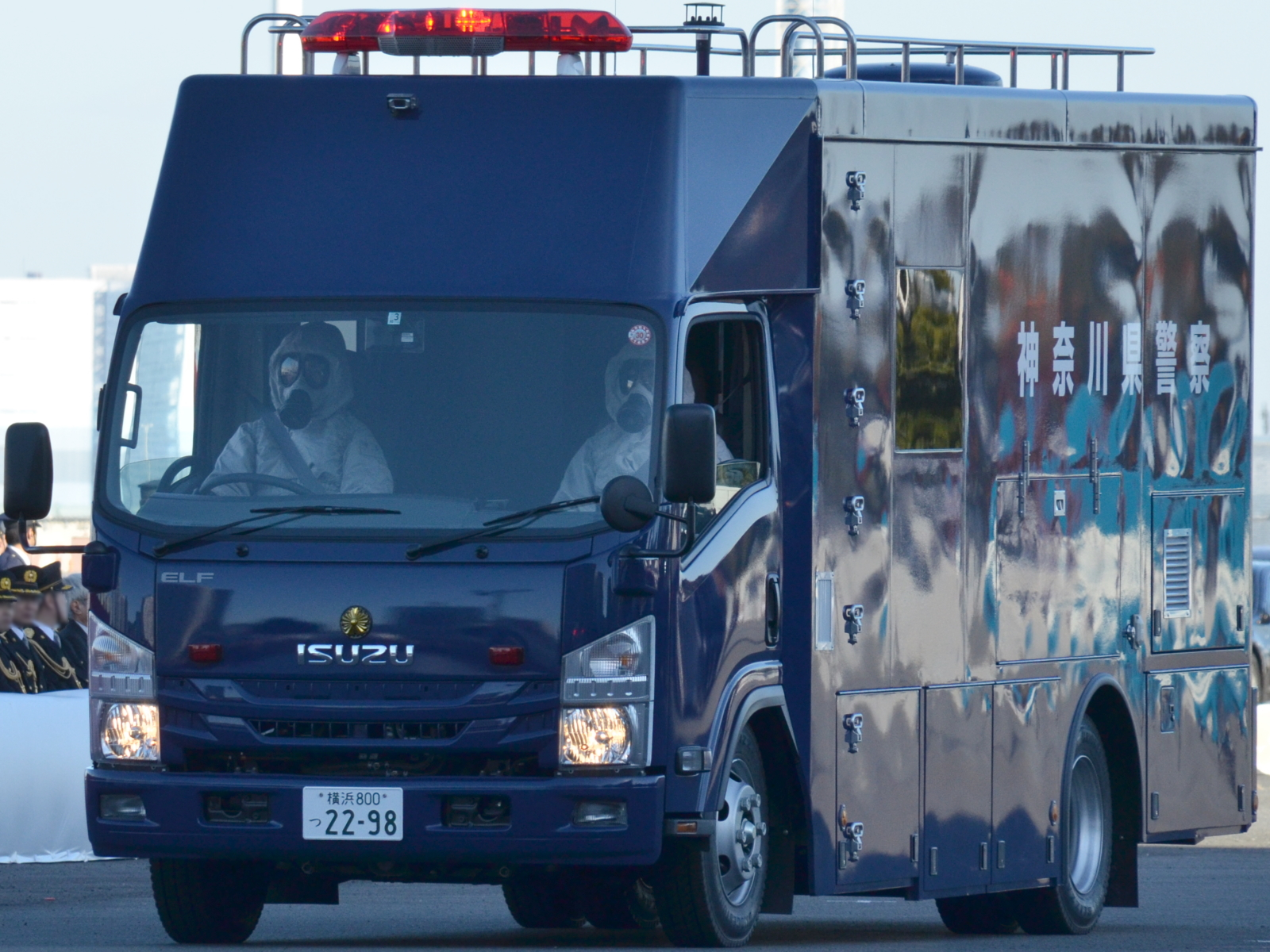
NBCテロ対策車（神奈川県警察）
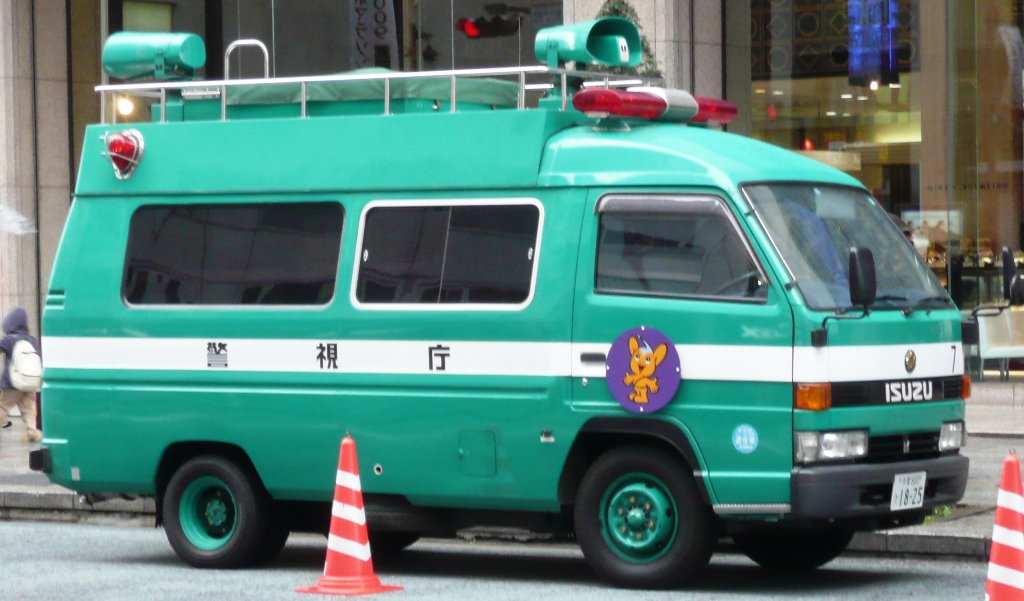
広報活動車（警視庁）